# 戰姬絕唱SYMPHOGEAR
《戰姬絕唱SYMPHOGEAR》（日语：戦姫絶唱シンフォギア），是一部日本原創電視動畫，2012年1月6日首播。
2012年10月宣布第二期《戰姬絕唱SYMPHOGEAR G》的製作消息，並於2013年7月4日開播。
2013年12月14日宣布第三期《戰姬絕唱SYMPHOGEAR GX》的製作消息，並於2015年7月開播。
2016年2月27至28日，在《戰姬絕唱LIVE 2016》上分別宣布第四期及第五期的製作消息。第四期《戰姬絕唱SYMPHOGEAR AXZ》於2017年7月1日起在MBS、TOKYO MX等獨立局電視網開播。
2018年3月3日在《戰姬絕唱LIVE 2018》宣布第五期將於2019年4月開播，並於翌日宣布標題為《戰姬絕唱SYMPHOGEAR XV》。2018年12月10日宣布《戰姬絕唱SYMPHOGEAR XV》延後至2019年7月開播。
2022年11月宣佈始動新企劃「PROJECT SYMPHOGEAR -next-」，將會製作劇場版和新音樂。

## 概要
- 音樂製作人上松範康首次參與電視動畫原作的作品。
- 2011年12月26日在招待1000名中選者參加首映會[6]。
- 在《Newtype Ace》的2011年12月號開始連載漫畫，作畫為吉井彈。

## 故事概要
於未來的某個時間和地方，人氣歌唱組合「雙翼（Zwei Wing）」舉行了風靡萬千歌迷的演唱會，豈料演唱第一首歌曲以後，會場就突然被大量謎之敵人Noise攻擊。「雙翼」的成員風鳴翼和天羽奏等不及總部發出命令，果斷地展現出她們最根本的SYMPHOCAL戰鬥形態……其中一名歌迷立花響見證整件事的發生，亦因此牽連在內，成就了兩年後完全不同的她……

## 登場人物

### SYMPHOGEAR裝者
立花響（聲：悠木碧）
生日：9月13日，15歲→16歲（G結尾時→GX→AXZ）→17歲（AXZ第13話~）／身高：157公分／血型：O／三圍：B84/W58/H86。
適合類型：融合者→不需注射LiNKER的後天型適合者（G 12話末以後）。
本作主角。憧憬「雙翼」的女生，於私立莉迪安音樂院高中部就讀。與小日向未來是好友。兩年前看雙翼的演唱會中因Noise襲擊時為奏所救，亦因此立定生存意志，被奏的永恆之槍. 岡尼爾碎片穿入心臟而繼承奏的力量，自我覺醒為SYMPHOGEAR裝者（但實質上為融合者）。受到奏的影响，坚定地认为“每个人都不能放弃活下去”，也因为这种精神，她拯救了包括克莉丝，调，切歌，玛丽亚等等的许多人，缺點是心腸太好，無法對非Noise以外敵人的下手。
因為曾與岡格尼爾碎片融合而導致與聖遺物有高適合性，所以體質屬於後天聖遺物適合者的稀有案例。聖遺物系統為永恆之槍·岡格尼爾，只能用拳打腳踢應戰，在第一期第六話已經掌握召喚戰姬武器的能量，但因為體內的聖遺物只屬於碎片，因此無法形成固定武器。
在進行移送完整聖遺物「迪蘭達爾」的任務時，一度成功啟動，但在使用時卻失去意識。在最後與菲尼的決戰中，因私立莉迪安音樂院高中部眾人的歌曲，使裝備和心靈覺醒，而再次站起來，並在大家的加油打氣下，有意識地拿起「迪蘭達爾」砍去菲尼所創造的紅龍。之後更與風鳴翼及雪音克莉絲三人唱出最後的絕唱，將往地球飛去的月亮一部分擊毀，最後倖存。
第二期時因自己受到岡格尼爾碎片的侵蝕，而不能作戰，感到自責。其後因Gear被「神獸鏡」釋放出的射線分解，導致侵蝕自己身體的岡格尼爾碎片也被清除掉。最后用手强行挡下玛丽亚的黑色岡格尼爾的攻击，然后通过圣咏和其产生共鸣，获得其认可而正式成为奏者，更在XD模式下右手喚出了武器永恆之槍。
第三期時，前期唯一能戰鬥的奏者，面對鍊金術士手下的水人偶，因不想用自己的力量打不是Noise以外的敵人，被岡格尼爾拒絕著戰鬥裝，陷入危機，這時瑪莉亞及時趕到拿了岡格尼爾直接著裝打退敵人，事後被立花響罵一頓。跟未來走在路上突然被火人偶襲擊。由於想不起戰鬥的理由，因而沒法子唱歌從而變身，一時之間陷入危機。未來提醒她戰鬥的理由，成功變身戰鬥。但其後被敵方暗算，戰鬥裝被打壞，從高處往下掉落。之後第6話帶著修復完成的岡格尼爾回歸戰場，與翼跟克莉絲一起啟動IGNITED MODE，成功擊敗卡蘿。
GEAR：永恆之槍·岡格尼爾（Gangunir）
必殺技
- Synchrogazer：集合三名奏者（响，翼和克丽丝）的力量，利用岡尼爾和迪蘭達爾的共振所制作出的能量剑做出的一闪。
- S2CA Combination：集合多名奏者绝唱的力量进行能量攻击。副作用是所有人绝唱的副作用也会同时作用在響本人的身上。
- Vitalization：集合六名奏者及整个地球上70亿人绝唱的力量，将自己和玛丽亚的Gear化为金与银之腕，双手紧握进行正面突击。
- Glorious Break：其餘五名裝者的武裝及XD模式的能量集中於響的右拳，形成的巨大之拳進行突擊。
- TESTAMENT：將金色的岡格尼爾纏繞與身使出的必殺技，與亞當的黃金鍊成實力相當。 而懷中的破碎錘配件噱頭的組合推出一個對手在空中連續衝，最後努庫阿洛射中兩隻手臂

風鳴翼（聲：水樹奈奈）
生日：5月25日，18歲（G結尾時）→19歲（GX→AXZ）／身高：167公分／血型：B／三圍：B81/W57/H83。
適合類型：先天型適合者。
原為「雙翼」的成員，後因奏死去而獨立發展。響和未來因為崇拜翼而進了她的學校。聖遺物系統為天羽羽斬。
個性沉穩又有點死板，有时很偏激，性格极其独立，給人的感覺很像男孩子。為了保護他人，不惜將全身的力量釋放出來。
執著於延續奏的信念和奮鬥精神，不認同其他做壞事和SYMPHOGEAR裝者。因此对于他人保持着距离，对于所有人都会以姓（而不是名字）来称呼。唯一的例外是奏，然而因瑪莉亞的姓氏是外國人，不像日本人姓氏在前面，所以也是以名字稱呼。
由于内心对于自己无法拯救奏的脆弱深恶痛绝，所以在想不开的时候会用毫无感情的兵士（防人/SAKIMORI）的标准要求自己，而言行也会变得很偏激。
似乎不太會照料自己的生活起居，房間常凌亂到如遭盜竊過般。一般都是由经纪人（兼战斗时的支持人员）绪川负责收拾。
故事初段拒絕了立花響，認為她完全沒有戰士的覺悟，但其後接納了她。後來在與雪音克莉絲戰鬥時使用絕唱，因而重傷。在最後與菲尼的決戰中使用絕唱摧毀卡丁吉爾，其後由高空掉落至卡丁吉爾中，之後因私立莉迪安音樂院高中部眾人的歌曲令裝備覺醒而再次站起來，並與立花響與雪音克莉絲三人唱出最後的絕唱，將往地球飛去的月亮一部分擊毀，最後倖存。
第二期中成为了二课的奏者中的前辈，经常安慰和指导迷茫的响和克丽丝。12话中表明她已经彻底放下了对奏的内疚。
第三期與父親見面互動冷淡，對瑪莉亞說出，爺爺風鳴訃堂為了維持風鳴家的血脈純正，並未選擇八紘或是弦十郎兩兄弟，而是讓媳婦懷孕生下翼，母親為八紘之妻，同時為八紘與弦十郎同父異母之妹。
GEAR：天羽羽斬（Ame no habakiri）
必殺技
- 逆羅剎（逆羅剎）：倒立並單手旋轉，如陀螺般不停推進，用兩腳的刀刃及另一隻手揮劍殲滅敵人。
- 千之落淚（千ノ落涙）：散發星光於空氣中，投影出實體劍作攻擊。
- 蒼之一閃（蒼ノ一閃）：把劍轉化成較闊身形態，伴隨閃光揮斬敵人。
- 天之逆鱗（天ノ逆鱗）：把劍轉化為闊身形態並巨大化，於空中飛踢下去，斬向敵人。可同時製造出複數巨劍，曾拿來當盾使用，但防禦力不高。
- 影縫：把劍打到敵人影子上，可封鎖他人行動。
- 炎鳥極翔斬：把劍轉化為雙劍，劍身釋放出火炎，火炎包圍全身形成「鳳凰」形的火炎，高速衝向敵人。
- 蒼之一閃 滅破（蒼ノ一閃 滅破）：在超限（XD）模式下才能使用的，强化型苍之一闪。
- 風輪火斬：第二季出現的必殺技。把劍轉化為雙劍，把雙劍合成為一把雙頭劍，劍身釋放出火炎，把劍高速回轉斬向敵人。
- 騎刃之一閃（騎刃ノ一閃）：第二期出現的必殺技。骑乘专用。让自己的Gear和摩托车合体，在摩托车前端形成大型剑刃，依靠摩托车的高速突击消灭敌人。
- 風輪火斬 月煌：第三期出現的必殺技。風輪火斬的强化版，火焰的颜色变为青色。发动台词为“风鸣之刃，结为战轮。以火翼斩断狂舞…月煌，闪耀吧”

雪音克莉絲（聲：高垣彩陽）
生日：12月28日，16歲（G結尾時）→17歲（GX→AXZ）／身高：153公分／血型：A／三圍：B90/W57/H85。
適合類型：先天型適合者。
沒有跟隨組織的SYMPHOGEAR裝者，追隨菲尼。
本來的聖遺物系統為Ichaival，由菲尼所贈。
故事前段以青銅蛇之鎧為聖遺物系統與響及翼戰鬥，是兩年前趁著意外偷回來的。武器為所羅門之杖，可釋放出Noise。
在與菲尼相處的時間不但時常受實驗之苦，還被要求絕對服從，並飽受許多病態的凌虐。
其後被菲尼拋棄，失去所羅門之杖後重新使用Ichaival為聖遺物系統。
最後因阻擋卡丁吉爾的炮擊而唱出「絕唱」，因为无法完全阻挡炮击的威力以及绝唱的副作用受到濒死的重伤，其後由高空掉落至私立莉迪安音樂院附近的一片樹林。
於12話片尾曲中因為私立莉迪安音樂院高中部衆人的歌曲令裝備覺醒而再次站起來。
在動畫第13話與立花響與風鳴翼三人唱出最後的絕唱將往地球飛去的月亮一部分擊毀，最後倖存。
二期开始作为二课的一员参与战斗，但内心仍留有迷惘。后因为对自身过去的迷茫而在战斗途中叛变加入F.I.S，并从背后将翼击昏，但很小心的避开了所有致命部位。为了弥补自己使用所罗门之杖的过错而自愿受到威尔博士的利用。后为了阻止二课成员进入Frontier而和翼战斗，不过在翼的安慰下心防崩溃而回归，于是合力和翼做出同归于尽的假象后一起潜入Frontier，并成功从威尔博士手中夺回所罗门之杖。
GEAR：青銅蛇之鎧（Nehushtan）、伊切巴爾（Ichaival）
必殺技（青銅蛇之鎧）
- 涅槃黑子（NIRVANA GEDON）：在空中從鐵鞭末端打出黑心光球，引發爆炸。
- 武器裝甲（HAMMER PUNCHER）：發射鐵鍊的片段，攻擊敵人。

必殺技（伊切巴爾）
- BILLION MAIDEN：將手上拿的戰姬武器由弓變成兩組雙聯裝三管加特林機槍，發動連續射擊。
- MEGA DETH PARTY：打開手上的槍用彈匣，射出大量榴彈。
- MEGA DETH QUARTET：提升並抑制GEAR的輸出，將能量蓄積至臨界。攻擊時武器會變成四枚反艦飛彈或兩枚巡弋飛彈。
- RED HOT BLAZE：第二期出現的必殺技，武器會變成有電子輔助瞄準系統的狙擊槍，但無法瞄準有神獸鏡隱形技術的物體。
- GIGA ZEPPELIN：第二期出現的必殺技。
- QUEEN's INFERND：第二期出現的必殺技。
- MEGA DETH SYMPHONY：第三期出現的必殺技。

瑪麗亞·卡登扎夫娜·伊芙（Maria Cadenzavna Eve，聲：日笠陽子）
生日：8月7日，21歲（G結尾時→GX）→22歲（AXZ）／身高：170公分／血型：AB／三圍：B96/W62/H90。
適合類型：需注射LiNKER的後天型適合者。
烏克蘭人，有着粉色长发，梳着猫耳一样发型的21岁女性。初次登台约兩個月内，就成为了在美國拥有了绝高人氣的新锐天后级歌手。
真实身份是属于F.I.S.组织下属的SYMPHOGEAR适合者。因为相信自己所做的事情是正义而与全世界为敌。
称娜兹塔夏教授为“妈妈（Mum）”，对其异常尊敬。為了得到威爾博士的支援，和娜兹塔夏一起謊稱菲尼的靈魂附在其身上。
表面坚决而冷酷，但实际是个很温柔的人。对于年龄较小的切歌和调而言是很值得尊敬与依赖的大姐姐一样的存在。相应的在坚决冷酷的表面之下同样也有软弱的一面，特别是独自遇到重大事件时。
雖然決心與全人類為敵，但內心依然有着不愿伤害他人的温柔。但也因此经常对自己的作为感到迟疑。
在终盘因为岡尼爾與响的共鸣失去战斗能力。之后陷入对自己存在价值的怀疑与绝望中。但因为妹妹塞莲娜的开导，最终意识到自己心中的真实愿望并不是战斗，而是用温柔拯救世界。她由此成功引发全世界音乐共鸣的奇迹，并成功唤醒已经破损的「白銀的SYMPHOGEAR」。之后和响等人共同参与了最后的战斗。
事件结束后和调/切歌一起被二课带走接受调查。
使用的聖遺物系統為黑色的「永恆之槍·岡尼爾」和妹妹塞莲娜留下的「白銀的SYMPHOGEAR」。
姓名中卡登扎夫娜（Cadenzavna）的词源是意大利语的“独唱”（Cadenza）。
GEAR：黑色的烈枪·岡格尼爾（Gangunir）、银之腕·阿爾格提蘭（Airgetlám）
黑色的烈枪·岡格尼爾（Gangunir）
玛丽亚所拥有的，来自日本政府管理下的Symphogear。外形和奏/响的装备类似，但配色以黑与红为主。来源是过去了子（菲尼）提供给F.I.S.的物品，所以波形和响的击枪几乎完全一样。武器为双臂的装甲合体变形而成的长枪，基本上用来近战，但也可以用做光线炮。背后有一条可攻可守的黑色披风。
在Frontier的决战中被响的圣咏强制解除，决战后正式将其让给了响。
银之腕·阿爾格提蘭（Airgetlám）
妹妹莎麗娜留下的纪念。因为在其死亡时本GEAR已被废弃，所以原型圣遗物不明。武器为银色的大剑。由于原先本来已经破损了，在和Nephilim Nova的决战后因为超负荷而彻底无法再次使用。GX中正式揭示其名称，並由艾芙奈恩成功修復而得以再次使用。
必殺技（黑色的烈枪·岡格尼爾）
- HORIZON † SPEAR：装备烈枪后使用可能。展开ARMED GEAR的枪刃后，从尖端发射高能量的光束射击。

必殺技（银之腕·阿爾格提蘭）
- SERE † NADE:將劍插入左手的護蓋里并飛速斬殺敵人
- INEINITE † CRIME:在左手護蓋拉出無數的劍并飛向敵人
- EMPRESS † REBELLION:在左手護蓋拉出由眾多小劍組成的連鎖鞭甩向敵人

月讀調（聲：南條愛乃）
生日：2月16日，14歲（G結尾時）→15歲（GX→AXZ）／身高：152公分／血型：A／三圍：B72/W53/H76。
適合類型：需注射LiNKER的後天型適合者。
和瑪麗亞共同行動的謎樣武裝者。是个有着黑色双马尾的，安静的少女。
對從射月事件中拯救世界，被人們稱為英雄的響有著強烈的不信任感，認為響的言行是「偽善」，并否定其战斗的意义。
对于玛丽亚非常关心，很害怕她变为菲尼。但由于之后被威尔博士告知了真相，而对自己的行为产生了疑问。之后无法接受威尔博士派遣NOISE蹂躏军舰的行为而反叛，但被二课俘虏。
后由于二课缺乏战力，且目的一致，而与其协力，带领失去战斗能力的响前往FRONTIER。
实际上她身上附有菲尼的靈魂。但為了拯救將要自盡的切歌，她被切歌绝唱状态可以斩断灵魂的刀刃刺傷陷入昏迷狀態，但由于菲尼灵魂的保护而复活。之后二人和解。
最后被响的温柔所感染，相信其并不是“伪善”而是发自内心的善良，于是与其共同战斗。
事件结束后被二课带走接受调查，於第三期與切歌一起在私立莉迪安音樂院高中部就讀。
GEAR：修尔夏伽那（Shul Shagana）
主色调为黑和粉(第三季為白和粉)。形状为圆形鋸，主要装着于双马尾部分。可以利用脚部部件内的滑轮在地面快速移动。
绝唱时GEAR会整体放大，并在轨道中出现大量圆锯。
必殺技
- α式 百輪廻：射出大量小型圆锯的攻击
- γ式 卍火車：将GEAR的双马尾部分当作伸缩臂使用，投掷两枚巨大的圆锯。也可以用这两枚圆锯进行防御。
- 非常Σ式 禁月輪：将GEAR变为环绕全身上下的轮型利刃，乘栽后进行高速突击。
- 裏γ式 滅多卍切：γ式 卍火車的强化型态。操纵大型圆锯的数目变为四枚。
- 終Ω式 ディストピア：限定解除后方可使用的最强技巧。将身体武装分离后组合成超大型人形载具。在头部的驾驶座上骑乘操作。
- △式 艶殺アクセル：第三期出現的必殺技，裙襬變成鋸狀進行高速旋轉攻擊。
- ：第三期出現的必殺技。
- ：第三季出現的必殺技，為「非常Σ式 禁月輪」與切歌的的合體技。

曉切歌（聲：茅野愛衣）
生日：4月13日，15歲（G結尾時）→16歲（GX→AXZ）／身高：155公分／血型：O／三圍：B82/W56/H83。
適合類型：需注射LiNKER的後天型適合者。
狱镰伊卡利玛的武装者。金发少女，性格开朗明快，说话有在结尾加「～デス」的口癖。【菲尼】组织的一员，经常和调一起行动。與瑪麗亞、莎麗娜和調一樣，有著曾是某研究設施觀測對象「受體兒童（Receptor Children）」的黑暗過去。
本身对威尔博士充满了不信任感，但因为在战斗中觉醒了似乎是菲尼的力量，并且意外听到了玛丽亚并非菲尼的事实，而认定自身繼承了菲尼的力量。因此害怕自己會被菲尼所吞噬而非常不安，極度希望自己在消失前能“留下某种证明自己曾经存在過的證明”，为此不惜选择和威尔博士合作，并和调战斗。
不过在战斗中发现继承菲尼灵魂和力量的其实都是调，因为感到自己毫无意义的伤害了最喜欢的人而精神受到重创，险些自尽，但却被调用身体挡住攻击。后来险些死亡的调醒来后二人彻底和解。
之后和响等人一同与Nephilim决战。
事件结束后被二课带走接受调查，於第三季與調一起在私立莉迪安音樂院高中部就讀。
在F.I.S时的生活异常拮据，和调一起吃298日元一碗的方便面时有过“太幸福了”的发言。
值得一提的是，她的必杀技全部都是由童话的典故命名的（不过都被乱码化了）。
GEAR：伊卡利玛（Igalima）
主色调为黑和绿(第三季為白和綠)。头部类似魔女帽，肩部有兼具防护功能的推进器。武器为镰刀，主要用于接近战。
绝唱时GEAR会变大，并且拥有一定程度上无视防御直接破坏对手灵魂的能力。
必殺技
- ：将镰刀刃分裂成三部分，然后像回旋镖一样分别从左中右方向旋转攻击敌人。
- ：用肩部的钩子将敌人捕获后，将手部装备变为断头刀状，然后利用喷射加速，突击斩断敌人。
- ：展开肩部的防护装备，并在其尖端装备镰刀，然后自由攻击。
- ：将武器分为两把后组合为剪刀状，将对象切碎。
- ：限定解除后方可使用的最强技巧。将镰刀变化为三刃，然后进行凶狠的斩击。
- ：第三期出现的必杀技。高速旋转着镰刀突入敌阵，将接触到的敌人全部斩杀的技巧。
- ：第三期出現的必殺技，為與調的「非常Σ式 禁月輪」的合體技。

小日向未來（聲：井口裕香）
生日：11月7日，16歲（G結尾時→GX→AXZ）／身高：156公分／血型：A／三圍：B79/W54/H82。
適合類型：不明
響的好朋友，亦自命為其保護者。音樂方面的志願是鋼琴家。一直希望和響一同觀星，但由於響要擔任SYMPHOGEAR裝者，一直無法實現（未來並不知道響的工作）。偶然目擊了響的戰鬥，並知道了她的身份，認為她欺騙了自己，關係隨即惡化。其後遇到被拋棄的克莉絲，照顧孤身一人的她。
在一次Noise襲擊後與響和好如初。
第二期中被威尔博士引诱而成为奏者，但同时遭到精神控制。想要守护响的思念被扭曲成为“将一切消灭后就不再需要响继续战斗了”，而为此和响大战。
透過催眠與注射LiNKER成為SYMPHOGEAR速成裝者。
之后两人的Gear同时被分解，而因此被从精神控制中解救。
在校内曾隶属于田径部。体能极好，可以将所罗门之杖从地面扔到离地至少几百米的高度。
聖遺物系統為神獸鏡，虽然能量不高，却拥有分解一切圣遗物的能力。
XV當中被風鳴訃堂用來做神之力量的容器，重新裝著了以神獸鏡製作的浮士德法衣，但此時似乎已經不再能遵循自己的意識行動，控制身體的為自稱為“Shem-ha”一位阿努納奇的意識。最終話（XV13）的B Part，為了消滅在世界各地上升中的世界樹系統，未來身著神獸鏡支援剛剛經歷完與Shem-ha的戰鬥的6名裝者。
GEAR：神獸鏡（第二期9-10话）
必殺技
- shan guang閃光：将Gear的扇面像镜子一样展开，同时发射大量的光线。
- liu xin流星：将腳部装甲变形为镜面反射板，和手臂伸出的线路结合后放出强力的光线攻击。
- hun dun混沌：大量生成镜面后进行全方位攻击。同时，可以运用运输机中的部件随意偏转光线，以便从敌人无法防御的死角进行攻击。作品中曾利用该特性，将大量光线集束后发射，成功解除了Frontier的封印。

莎麗娜·卡登扎夫娜·伊芙（Serena Cadenzavna Eve，聲：堀江由衣）
生日：10月15日／身高：148公分／血型：AB／三圍：B70/W54/H76。
適合類型：先天型適合者。
擁有罕見適合率及戰鬥天賦，SYMPHOGEAR適合者，瑪麗亞的妹妹。
性格溫柔，非常抗拒用GEAR的力量來戰鬥，但希望使用這份力量保護大家。
溫和的歌聲能治癒瑪麗亞的心，其笑容成為支撐瑪麗亞的決心的基石。
为了阻止暴走的Nephilim，强行以「白银色的SYMPHOGEAR（银之腕）」絕唱讓Nephilim重置回啟動前的狀態，在絕唱後重傷的情況下死於建築物倒塌。得年13歲。
和圣遗物的适应性极高。
其破損的吊墜在「菲尼」組織起義前一天做為護身符交由瑪麗亞，於第三季由艾芙奈因修復。
GEAR：银之腕·阿爾格提蘭（Airgetlám）
天羽奏（聲：高山南）
生日：7月28日／身高：169公分／血型：O／三圍：B95/W62/H92。
適合類型：需注射LiNKER的SYMPHOGEAR後天型適合者。
「雙翼」的成員，於兩年前的Noise襲擊中使用絕唱而死去。得年17歲。聖遺物系統為「永恆之槍·岡尼爾」。
未成為戰士前是十分放縱的少女。父母為長野縣皆神山聖遺物發掘隊伍的成員，於五年前被Noise襲擊並逝世，從而啟發她上前戰鬥。她不像搭檔翼是被聖遺物系統選上的SYMPHOGEAR裝者，是經過注射LiNKER才得以成為SYMPHOGEAR裝者。
對響一生的影響很大，曾說了一句：「請不要放棄活下去！」。
GEAR：永恆之槍·岡格尼爾（Gangunir）
必殺技
- 星塵∞光子（STARDUST∞PHOTON）：散發星光於空氣中，投影出實體長槍作攻擊。
- 終極∞隕石（LAST∞METEOR）：從槍打出猶如隕石灰塵的龍捲風，威力足以直穿巨型敵人的身體。

### 特異災害對策機動部第二組
風鳴弦十郎（聲：石川英郎）
翼的叔父(其實是二哥)，亦為特異災害對策機動部第二組的司令官。擁有十分強健的體魄，能夠以肉身硬擋爆炸的沖擊波，亦曾經徒手打碎SYMPHOGEAR。在设定中是全作中最強者（强于所有战姬）。似乎很早便察覺了子是內奸的事但為防打草驚蛇而沒展開明顯的行動。
二期中则有着一拳将大地打出裂缝，和站在行驶中的吉普车上一拳将相当於吉普车4倍大的陨石击碎，而吉普车和自己毫发无伤的演出；四期中特训时可以接过奏者们的招式，甚至赤手空拳接过MEGA DETH PARTY，并用所有榴弹反打克莉丝。身为全作最强者这一点依然没有变化。
不过唯一的缺点是因为身为人类，他和其他人类一样并不能接触Noise。因此，他的格斗能力无法在对抗Noise的战斗中发挥作用。本人对此亦感到很无奈。
据本人所言，变得这么强的秘诀是“好好吃饭，好好锻炼，好好看电影”。
曾與菲尼靈魂覺醒前的了子是戀人。
櫻井了子／菲尼（聲：澤城美雪）
SYMPHOGEAR系統開發人員。提倡「櫻井理論」的天才研究者，同時負責管理運送至本部的聖遺物及本部的防衛系統，SYMPHOGEAR適合者的健康檢查等。知道許多SYMPHOGEAR裝者的事情，有神祕的力量可以抵擋Noise的攻擊。
平常開一輛粉紅色的雙門Vitz，開車方式非常瘋狂。
真正身份為「菲尼」，象徵著終結之名。受美國政府之託，背著特異災害對策機動部第二組洩密並研究，其後遭美國政府背叛並暗殺，但未遂。可以輕易使用所羅門之杖召喚Noise，亦能使用所羅門之杖穿上青銅蛇之鎧。
事實上菲尼是古代即在的意識，一直附在許多歷史名人上藉以操控他們完成目的——击毁超古代人Custodian监视人类的牢笼——月球。
第13話用最後的力量把月球碎片扯進地球重力範圍後腐朽煙滅，並在死前揚言只要這世界還存在她就能再轉移到別人身上，但對響說出一句：「請相信妳心中的歌聲」，已接納了響。
二期初期，玛丽亚等人声称她们都是菲尼的继承者。后来发现玛丽亚是为了达成娜斯塔夏教授的目的而谎称自己是菲尼，一直以为自己是菲尼的切歌其实也和其无关——菲尼的灵魂实际上潜藏在调的心里。
后来在調的夢境里菲尼与调相遇，並表示從沒打算代替任何人的靈魂（因为一季结尾已经接受了响的劝说，放下了执念）。她也堅信著未来總有一天，人類是能夠相連的。而這不是她这个亡靈应該闡述的。
最后代替调挡下绝唱Igalima可以斩断灵魂的一击，用最后的力量治好切歌和调的伤口之后，因伤势过重而消失。
菲尼的灵魂觉醒前，和风鸣弦十郎曾經是情侣。
緒川慎次（聲：保志總一朗）
特異災害對策機動部第二組的負責人，對外是翼的經理人。
為忍者一族的後裔，虽说主要负责的是情报和特殊调查工作，但本身的战力也很恐怖。能一邊和總部通話一邊面不改色地以單手撂倒一群带枪的黑幫分子，也有从水流的龙卷中跳出，以及在水面上抱着人跑步前进的能力。另外翼有部分招式亦是由他教導。
二期第十三话中表演了能够用手枪发射轨迹是不规则弧线的子弹，击穿敌人手掌，然后利用其在地上的位置即刻发动影缝技巧的恐怖实力。
而如此強大的忍者，在XV第9集中也會無故失職，害死了風鳴翼的父親八紘。
藤堯朔也（聲：赤羽根健治）
SYMPHOGEAR系統運作人員。
友里葵（聲：瀨戶麻沙美）
SYMPHOGEAR系統運作人員。

### 私立莉迪安音樂院高中部
安藤創世（聲：小松未可子）
響和未來的同學，在團體具領袖能力。
即使知道響的SYMPHOGEAR裝備，仍保持與以前不變的看法，以朋友的力量盡量暗中支持著。
喜歡給朋友取暱稱，至今還沒深入的情況。
寺島詩織（聲：東山奈央）
響和未來的同學，個性大方。
不會在發生恐怖事情的時候感到驚慌。
板場弓美（聲：赤崎千夏）
響和未來的同學，有不拘泥小節的性格。
不知是好還是壞，引導活動小組內的任務。
喜愛動漫和動畫歌曲，目前正在努力組成動漫同好會。

### F.I.S.
納茲塔夏教授（Prof. Nastassja，聲：井上喜久子）
支撐瑪麗亞裝備者作戰的異端技術人員。
射月事件後，為聖遺物技術。
下指令時看似冷酷無情，實則是為了盡可能保護無法成為裝者的孩子只能逼迫其成長，對於把孩子送上前線非常痛苦，被瑪麗亞等人視為母親。
六年前Nephilim暴走時為了保護瑪麗亞被建築物壓傷留下後遺症，身体很差，隔三差五的就會內出血。平时只能坐在轮椅上行动。喜歡吃肉。
第13话表明其轮椅可以变形为一套多功能的武装外骨骼。
最终为了调整Frontier的轨道，留下“所有的星星……都化为了音乐……”的遗言后力尽而死。
遺體在GX第1話中運回地球。
GX中表明其全名为娜斯塔夏·谢尔盖耶夫娜·托尔斯卡娅。
威爾博士（Dr. Ver，聲：杉田智和）
第二季登場人物。F.I.S.的生物化學專家，同時從事櫻井理論的分析研究。LiNKER和ANTI-LiNKER的主要開發人員之一。F.I.S.正是通過應用他的知識和研究才有了將聖遺物和人體結合的能力。
對英雄有憧憬，希望成為拯救世界的英雄。為了達成理想而試圖毀滅世界，以便給自己創造舞台，同時是一個目中無人、自以為是英雄的瘋子。
在開始時偽裝為一名普通的學者，由響及克莉絲護送其及所羅門之杖至岩國基地，並在到達基地、響及克莉絲離去後奪去所羅門之杖，自導自演了一場基地被Noise摧毀的事件。其後更在Queens Of Music演唱會釋放出大量Noise。
在Frontier啟動後將Nephilim的細胞及LiNKER注射至手中並獲得力量。期間因所羅門之杖被克莉絲及翼聯手奪去，因而憤而找瑪莉亞出氣。最後被趕到Frontier的風鳴弦十郎和緒川慎次擊敗並逮捕。本人一心尋死，卻被弦十郎告知「你不會成為毀滅世界的惡魔，也不會成為為理想殉道的英雄。我們會讓你做為一個普通人接受普通人的審判」而被否定了扭曲的理想。
在Frontier事件過後被囚禁於「深淵的龍宮」。其後因卡蘿等人的突襲以及與克莉絲等人的交戰，導致囚牢被破，並救了差點被飛彈攻擊的卡蘿。其後與卡蘿同行，並利用Nephilim的力量將「蒂福熱城堡」啟動，但事後因卡蘿的計劃與自己的英雄理想有出入，被其拋棄。之後利用自己所掌握的城堡機能誘導瑪麗亞、調及切歌前往自己的所在位置，並與她們進行交易及與艾芙奈恩等人合作，以逆轉城堡分解世界的機能及重構世界。在成功重構世界後被卡蘿所釋出的光線擊中所在地，被瓦礫擊中，最後在托付LiNKER的資料予瑪麗亞後滿足地死去。
第四季在瑪麗亞的潛意識再度登場，引導瑪麗亞和艾芙奈因理解LiNKER的關鍵元素。

### 鍊金術士
卡蘿·瑪爾斯·丁海姆（Carol Malus Dienheim，聲：水瀨祈）生日：3月3日
率領自動人偶並向奏者發動攻擊的人。有著與幼女無異的外表。
在很久以前便統括及習得所有鍊金術，能自由操控四大元素，擁有十分強大的戰鬥能力。過去有一同樣身為鍊金術士的父親，但因不明事件而被處以火刑。在經過數百年的時光，得出「破壞世界，並完成萬象默示錄」一結論，其後便開始率領自動人偶展開活動。
在與響交戰時以自己擁有的「浮士德長袍」力壓其，但在翼及克莉絲與響會合並使用「IGNITED MODE」後落敗死亡。其後在加里耶及米卡被破壞後復活，並透過艾芙奈恩的眼睛獲得其眼前影像。
在聯同自動人偶前往「深淵的龍宮」尋找能啟動任何機械裝置的聖遺物時，遭到克莉絲等人的攻擊，但被被囚於該地的威爾博士救出，更以威爾博士的Nephilim的力量將「蒂福熱城堡」啟動。在啟動後詠唱了「毀滅世界之歌」，並以強化的浮士德長袍壓倒響等奏者，但其後因威爾博士的背叛及瑪麗亞等人的協助下令逆轉「蒂福熱城堡」的機能，令完成萬象默示錄的計劃受挫，更因艾芙奈恩所回答的死去父親託付的命題的答案而令自己失去目標並變得自暴自棄。在被憎恨世界的感覺及復仇心蒙蔽下，選擇燃燒自己所有的回憶並捨身攻擊奏者們，但被處於限定解除模式的響擊敗，最後更打算自爆與眾奏者同歸於盡，但被響救出。在故事最後失去所有記憶且行蹤不明，之後出現在住院的艾芙奈恩面前，並親吻了艾芙奈恩以其靈魂代替自己，以拯救將死的艾芙奈恩。
於XV第7集中因為艾芙奈恩處於困境時想幫助曾經幫過她的人的心境時，相關的煉金術力量和意識浮上意識面層，自稱「奇蹟的殺戮者」再次復活
GEAR：浮士德長袍
以聖遺物「達烏爾達布拉」的碎片煉成的GEAR，被稱為鍊金術版的SYMPHOGEAR。主色調為黑和深紫。武器為琴弦。其GEAR並非由聖咏啟動，而是利用琴音。
萊雅·達拉西姆（Leiur Darâhim，聲：石上靜香）
以黃色為主色，外表類似賭場的女性荷官的自動人偶。形式編號為XMH_006。
以投擲硬幣作遠距離攻擊手段。
於第10話中被克里絲和切歌、調消滅。
加里耶·吐曼（Garie Tûmân，聲：村瀨迪與）
以藍色為主色，穿著打扮為哥德蘿莉風格的自動人偶，一嘴尖牙。形式編號為XMH_020。
能力屬性為水，能以自己的意志生成及操作水或冰塊，亦可以利用水柱或冰劍攻擊。移動時會利用依附在足部的冰作高速移動。
於第7話被瑪麗亞一刀殲滅。
法拉·斯尤芙（Phara Suyûf，聲：田澤茉純）
以綠色為主色，穿著打扮為佛朗明哥風格的自動人偶。形式編號為XMH_008。
能力屬性為風。
武器為劍。
於第9話中被翼斬殺。
米卡·嘉沃坎（Micha Jawkân，聲：井澤詩織）
以紅色為主色的自動人偶。形式編號為XMH_004。
能力屬性為火。
武器為爪及高熱結晶柱。
於第8話被調和切歌合力殲滅。

### 巴伐利亞光明结社
亞當‧懷斯豪普特（Adam Weishaupt，聲：三木真一郎）
巴伐利亞光明结社總局長，第11話左臂受傷露出機械後說出他是太過完美而被廢棄的人偶。
聖日耳曼（Saint-Germain，聲：壽美菜子）
卡里奧斯特羅（Cagliostro，聲：蒼井翔太）
AXZ第09話由普勒拉蒂口述得知，原本是男性，為了得到生物學上完美的肉體而變成女人。
普勒拉蒂（Prelati，聲：日高里菜）
抱着一只青蛙玩偶。

### 巴伐利亞光明结社殘黨
第五期登場，亞當死亡後由各國竄逃的結社成員所組成，其名為noble red。
凡妮莎（Vanessa，聲：市道真央）
米拉婭爾克（Millaarc Cranstoun，聲：愛美）
艾爾莎（Elsa Bête，聲：市之瀨加那）

### 其他
斯波田賢仁（聲：柴田秀勝）
外務省常務次官。
艾芙奈恩（Elfnein，聲：久野美咲）
容貌與卡羅十分相似，卡蘿製造出的複製體，差別只在於少了淚痣。
因为是卡羅所创造出来的不完美容器，所以没有性别，使用男性的自稱。
GX結尾被崩落的艦體零件擊中重傷，入院後傷勢仍沒有起色而逐漸走向死亡，與失去記憶的卡蘿融合為一體後康復，加入SONG負責解析博士留下的資料。
風鳴訃堂（聲：麥人）
風鳴家前當家，風鳴翼之祖父（親生父親）。在暗地資助巴伐利亞光明結社殘黨，試圖將風鳴家推向防人高峰和重新讓日本回歸神州時代模樣，最後被逮捕入獄，之後被日本政府沒收其家產和有關SYMPHOGEAR相關資料，連同其手下也被捕入獄
愛刀為護国挺身刀・群蜘蛛   (XV第9話)。
風鳴八紘（聲：山路和弘）
風鳴翼之父親（名義）。
XV第9話被其父風鳴訃堂所槍殺。
立花洸（聲：關俊彥）
立花響之父。
夏姆‧芭‧梅法拉絲（聲：日高範子）
戰姬絕唱系列的最終反派，也是一連串事件的罪魁禍首。

## 用語

### SYMPHOGEAR相關
SYMPHOGEAR系統
以S.O.N.G的前身：特異災害對策機動部第二課的技術主任櫻井了子提倡的「櫻井理論」為基礎、從聖遺物中延伸的各機能總稱。
其最大特徵為SYMPHOGEAR系統啟動時會與裝者的感情共震共鳴、並轉化為旋律放出，Symphogear(裝者)跟隨旋律唱歌讓兩者戰力得以相成發揮。
隨著開發者櫻井了子的死亡製作方式也已失傳。
轉換器
裝者們身上配戴的吊墜，可將其中收納的聖遺物碎片發散出的能量固定並轉換。
裝者必須以詠唱特定詩詞與旋律組合的「聖詠」才能啟動。
適合者
能與聖遺物共鳴、共振，心中寄宿聖詠之人。
適合者大致分為三類：
先天適合者：翼、克莉絲、莎麗娜
自身便需要相當資質，並透過訓練提升，適應性穩定。
後天適合者：奏、調、切歌、未來
對於天生資質的要求門檻較低，通過訓練和投藥限時提升先天適應性，使用絕唱這種依賴適合率的決戰機能風險會比先天適合者更高。
融合者響(一號融合者)
因事故與聖遺物碎片融合，跳過訓練與藥物，連必須適合率也無視的奇蹟。
對於絕唱的反噬很小，甚至可以分擔同伴的負荷，然而會逐漸侵蝕人體危害裝者性命，是雙面刃。
絕唱
SYMPHOCAL的最大最強的攻撃手段。
可讓SYMPHOGEAR釋放超越界限的力量，一次殲滅大量Noise。惟肉體很容易無法承受衝擊，有耗盡生命、碎屍萬段的危險，所以亦稱之為「燃燒生命的最後歌唱」。但實際上目前为止真正因為絕唱而死的只有奏一人。另外，赛莲娜属于间接死于绝唱。
反噬造成的損壞會隨著適合係數的程度而減輕，不过即使是被認定為完全適合者的翼和克莉絲也不能減輕全部的損壞，在使用時在身體上同样会承担嚴重的負荷。
根据目前的觀察，最能抑制反噬的裝備者是立花響，由于她曾经与聖遺物的碎片「融合」而获得了远超普通“适合者”的体质，因此她甚至可以減輕其他的奏者绝唱所產生的負荷。
後天適合者可以增加LiNKER的注射量來降低絕唱的反噬。
絕唱的原理是通過超负荷运转GEAR提高能源的運用效率，并延伸每种SYMPHOGEAR的特性，由此获得更强的武装与能力。
S2CA
将多人的绝唱能量集中于一人的合体攻击。正式的名稱「Superb Song Combination Arts」。由于身体承受力的原因，现在只有响一个人有能力使用。
限定解除模式(X-Drive，简称XD模式）
将Symphogear的3亿165万5722个功能锁之中解开一部分后产生的强力武装模式。在特定情况下才能发动。
第一期中由于莉迪安音乐学园学生们的歌声，使得三名奏者引发了奇迹，变化成了这个模式。限定解除后三人的装备都变成了白色基调，多出翅膀，不但战斗能力大幅上升，而且还获得了飞行，以及意念通话等各种不同的能力。不过这只是一时的状态，响等人似乎无法自由控制其出现。
第二期中则是将地球上的全部人类（约70亿）的愿望集束于一体后发动。此时，本来已经无法启动的，塞莲娜的白色GEAR Airgetlám也被再次成功启动。
第三期当中六名奏者吸收了卡萝的攻击之后发动。
第四期当中由于没有获得任何额外的力量支撑，没能成功变成XD模式。
聖遺物
於年代久遠的遺跡中出現之武器結晶，唯一能打倒Noise的能源，殘餘數量極少，完整度與潛力成正比。只會跟特定的SYMPHOCAL共鳴，產生SYMPHOGEAR力量，以下為系統分類：
天羽羽斬（Ame no habakiri）
特異災害對策機動部所管理的聖遺物，主要武器為劍。識別代號為「SG-r01 Amenohabakiri」。現時的裝者為風鳴翼。
出自日本神話中須佐之男斬殺八歧大蛇的劍。
伊切巴爾（Ichaival）
菲尼所管理的聖遺物，主要武裝為弩箭以及槍械。識別代號為「SG-r02 Ichaival」。現時的裝者為雪音克莉絲。
在本篇的10年前、第二組成立的前後曾經遺失。
出自北歐神話狩獵神烏爾之弓。
永恆之槍 (岡格尼爾)（Gungnir）
特異災害對策機動部所管理的聖遺物，主要武器為長槍。原識別代號為「SG-r03 Gungnir」，後期立花響使用GEAR原由F.I.S所有，因此識別代號變為「SG-r03' Gungnir」。現時的裝者為立花響。出自北歐神話主神奧汀的永恆之槍。
本編的2年前是由天羽奏所使用，但其後因演唱會會場的慘劇而令奏死亡，而奏的GEAR的碎片亦穿入立花響的心臟。碎片會因響的不斷使用而慢慢侵蝕和融合響的體內組織。
另外，部分永恆之槍碎片被F.I.S.獲得，成為瑪麗亞所使用的聖遺物。
在AXZ的最終決戰中從神秘聯絡中得知，永恆之槍本身是哲學兵器。原身是用作殺死神之子的長槍（即朗基奴斯之槍），但經過長時間的誤傳及扭曲，名字和原本的力量亦有所不同。但作為哲學兵器的「消滅神相關的事物」的力量並沒消去。故被亞當把身穿永恆之槍的響視為眼中釘。
黑. 永恆之槍
瑪麗亞所使用的聖遺物，主要武器為黑色長槍，防禦則為黑色斗篷，識別代號為「SG-r03' Gungnir」。
青銅蛇之鎧（Nehushtan）
菲尼所管理的聖遺物，是完整的聖遺物。識別代號為「SG-r04 Nehushtan」。
主要武器為鏈鞭，防禦則為鱗甲狀的鎧甲。適合者在起動後能擁有無限的再生能力。
本編的2年前由特異災害對策機動部所管理，而起動實驗則是雙翼的演唱會。
出自遠古以色列以及古埃及地區神話之中的青銅蛇神像。
第一季結尾被響持迪蘭達爾擊中而毀滅。
5號：迪蘭達爾（Durandal）
特異災害對策機動部所管理之中最為完整的聖遺物，本體為劍。
出自中古世紀法蘭克王國的詩歌《羅蘭之歌》之中天使授意查里曼大帝賜予騎士羅蘭的聖劍。
和青銅蛇之鎧對撞後毀滅。
（不明）：所羅門之杖
菲尼所管理的完全聖遺物，主要武器為類似盾牌狀的杖，招式是控制Noise。出自古以色列的所羅門王，因傳說所羅門王掌握各種召喚並驅使惡魔的法術且拥有无尽的财宝。
在第一季後、與菲尼的戰鬥結束後由特異災害對策機動部第二組暫時保管，並於第二季開始時轉交美國，但其後被威爾博士偷走。於第二季後期被证明擁有打开巴比伦宝库的能力，是巴比倫寶物庫的鑰匙。
於第二季第十三話被未來扔進巴比倫寶物庫以關閉寶庫，及時阻止並避免於寶庫內發生爆炸的Nephilim的餘波會影響世界。
修尔夏伽那（Shul Shagana）
「菲尼」組織所管理的聖遺物。現時的裝者為月讀調，主要武器為雙圓鋸。識別代號為「SG-i01 Shul shagana」。
出自美索不達米亞神話中，戰女神Zababa的紅刃Shul Shagana。
伊伽莉瑪（Igalima）
「菲尼」組織所管理的聖遺物。現時的裝者為曉切歌，主要武器為鐮刀。識別代號為「SG-i02 Igalima」。
出自美索不達米亞神話中，戰女神Zababa的翠刃Igalima。
神獸鏡（シェンショウジン，Shen Shou Jing）
F.I.S.所管理的聖遺物，由菲尼於長野縣皆神山中找到，是由鏡的碎片組成。
最凶恶的SYMPHOGEAR裝備。戰姬殺手，能分解SYMPHOGEAR裝備。有蠱惑人心的力量。F.I.S.從中汲取出戰艦隱形的技術。
神獸鏡有所謂的「破邪之力」，能把所有不是正常能量的東西（如古代的強力封印，所有Symphogear的裝備，甚至各種詛咒）都能破壞和解除。在AXZ裹，根據風嗚弦十郎和艾芙奈恩的討論得知，神獸鏡擁有連神所下的詛咒（即聖日耳曼等人說的「人類的原罪」）都能解除的強大力量，因為響在G中被神獸鏡的力量照射故解除了詛咒，令神之力得以附身在響身上。故弦十郎擔心小日向未來有機會會成為神之力所附身的人物。
阿爾格提蘭（Airgetlám）
起初名称未明，以白銀的SYMPHOGEAR称之。
塞莲娜曾经使用的圣遗物。着装后为白色。現時的裝者為瑪麗亞·卡登扎夫娜·伊芙，主武器为银色的圣剑。識別代號為「SG-x00 Airget-lamh」。
Airgetlám指銀色的手。出自愛爾蘭神話中,圖哈德達南(達南神族)第一任國王Nuada Airgetlám。
其真身為阿努納奇─恩基在與Shem-ha決戰時為防止Shem-ha的攻擊蔓延全身自行切斷的左手，因此可以開啟月球基地保留的記憶。
Nephilim（聲：山本格）
F.I.S.所管理的完全聖遺物，由納茲塔夏等人於美國的聖遺物研究所帶走。
於六年前一度成功啟動，但其後發生暴走，最後因莎麗娜的絕唱使其回到啟動前的狀態。
伊格奈特（Ignite） ——暫譯
出自印度神話中的火神之名阿耆尼Agni的同根英文動詞著火ignite。
被艾芙奈恩用來替SYMPHOGEAR加裝ignite模組。
達烏爾達布拉（Daurdabla） ——暫譯
鍊金術士所擁有的聖遺物。現時的裝者為卡蘿·瑪爾斯·丁海姆，主要武器為琴弦。
出自凱爾特神話中，大地與豐饒之神DAGDA的豎琴Daurdabla。
適合者
啟動聖遺物除了歌曲之外，还需要装备者有着适合装备圣遗物的体质。而这样的人就叫做适合者（奏者）。
适应性的高低絕大部份人是天生的，但有極少數人的適應性會因為後天原因而改變成高或低適應性 (立花響是一例子由無適應性變成有高適應性) ，适应性不高的人也可以通过注射Linker来增强体质，从而成为适合者。但这样的人发挥的力量比较低，一旦使用绝唱也会更容易危及生命。
还有一种叫做ANTI-LINKER的物质可以迅速降低人体和圣遗物的适应性，使得奏者能发挥的力量降低，甚至直接解除变身。
在歌唱后，圣遗物会在歌唱者的身边形成武装与装甲，以此给予装备者力量。
如果适应性极好且圣遗物被直接植入身体，则圣遗物有可能在体内增殖。这会让奏者发挥越来越大的力量，但最终会导致奏者的死亡。
融合者
指為與聖遺物或其碎片融合，而不是奏者的人。融合者和奏者一樣可以使用與自己融合的聖遺物SYMPHOGEAR并使用與奏者相同的功能，但聖遺物 (或其碎片) 因會在体内增殖和侵蝕融合者，導致融合者可以使用其聖遺物SYMPHOGEAR的次數變為有限，被侵蝕時融合者的力量會愈來愈強，而當被聖遺物完全侵蝕會死亡。 假若與其融合的聖遺物被分解，融合者將無法再使用該聖遺物的SYMPHOGEAR；但因為曾與聖遺物融合，所以已分解了與聖遺物融合的融合者有機會因此改變自己對聖遺物的適應性，甚至因此成為奏者。
融合者1號：立花響
融合的聖遺物： 岡格尼爾碎片
結果：幾乎被碎片完全侵蝕前被未來的神獸鏡分解，後來正式成為奏者。
Noise
謎一般的敵人，其貌似果凍的身體可以侵蝕包括人體在內的各種物質，將其碳化並毀滅。一般武器對其無效。
實際上是自古以來人類為互相殲滅而製造的自律兵器，只要人類還存在Noise便會無限的被製造出來。
拥有所罗门之杖的人可以控制Noise的前进。
根据第二季第十三话，Noise都是从巴比伦的宝库而来。
Alca Noise
由鍊金術所製造出的NOISE，跟所羅門之杖的NOISE不同的是一般的武器也可以對其造成傷害不過卻擁有分解SYMPHOGEAR的能力

### 機構、組織
特異災害對策機動部
處理一些特異災害的管理組織。原機動部設在私立莉迪安音樂院地下，莉迪安音樂院與原機動部遭摧毀後新的臨時機動部改由一艘潛艇擔任。
- 特異災害對策機動部第二組
以SYMPHOGEAR系統對抗Noise特異災害的管理組織，同時擔當眾SYMPHOCAL的經理人角色。前身是大戰時代的特務機關。

S.O.N.G.
超常災害害對策機動部「Squad of Nexus Guardians」簡稱，於F.I.S事件後成立。
前身為日本特別機關「特異災害對策機動部第二組」。
在安理會的許可範圍內在世界各地進行救援行動。
主因是聯合國為了控制由聖遺物引起的超常災害得受害範圍而成立，然而檯面下也有各國政府為了牽制擁有異端技術的日本政府的政治因素。
其包含作戰指揮的風鳴 弦十郎在內的成員大多為原二課職員。
F.I.S.
正式名稱美國聯邦聖遺物研究所（Federal Institutes of Sacrist）。
櫻井了子与美國共同策劃而成立的机关。
早已得知Symphogear的存在。
武装組織「菲尼」
美國的聖遺物研究所「F.I.S.」的部份成員脫離後所成立的獨立組織。
目的是想拯救人類，避免因射月事件所引起的月球公轉軌道出現問題而滅亡，因此使用完全聖遺物「Nephilim」及聖遺物「神獸鏡」發動「Frontier計劃」。

### 其他
演唱會會場的慘劇
約2年前的事情，雙翼公演中被認定特別災害Noise大量發生的一件事。
會場中，觀眾及有關人員約超過10萬人，死者及失蹤者的總數12874人，成為了史上的大悲慘事件。（但由Noise殺死的死者佔總死亡人數的1/3左右，其他皆是在逃離現場時遭踩踏而亡，後續因媒體煽動，倖存者以過失致死的罪名遭到社會輿論嚴重攻擊）
死者包括「雙翼」成员之一的天羽奏，因此雙翼也就此解散。
直到如今仍在許多人的心裡留下傷痕。
其實這個演唱會，是特別災害對策機動部二課的指揮秘密進行的實驗。
雙翼的歌唱，是被在那裡成行的聽眾們放出的和弦增益啟動「青銅蛇之鎧」的實驗。
實驗取得了成功，青銅蛇之鎧成功啟動。但菲尼却借机用所罗门之杖引导Noise对会场进行了袭击，趁著混亂奪走了青銅蛇之鎧。
卡丁吉爾
埋藏在私立莉迪安音樂院地下至特異災害對策機動部中間的「電梯系統」，真身為荷電粒子炮。據菲尼的解釋，卡丁吉爾的一擊能摧毀月亮。
第二期時卡丁吉爾及第二組本部被設為「特別指定封鎖區域」封閉，並禁止其他人進入。
射月事件
大約三個月前，巫女菲尼使用「卡丁吉爾」向月球進行攻擊，震撼全世界。事後，月球的部份碎片成為月環，月球的公轉軌道亦出現問題。
露露阿米爾與託管人
露露阿米爾是指在史前文明時期的人類。託管人指的是先代文明，也就是后来认知中的創造者和上帝。
Apple
瑪麗亞和莎麗娜故鄉流傳的歌曲。
有着溫柔的旋律和神秘的魅力。这首歌曲中沒有謊言和欺騙，代表着瑪麗亞温柔的内心。
此歌曲與聖遺物「神名」啟動時的雜音相似，據瑪麗亞所說此曲是遠古祖先遺下的童謠。根據風鳴司令的推斷，因為此曲亦引起Frontier事件的奇蹟，故此曲可能跟聖遺物有所關連。
Frontier
「菲尼」組織（F.I.S.）所追求、能在月球與地球相撞前拯救人類的巨大古代遺跡。位於日本近域的深海中，被古代的超常術式所封印。正式名稱為「鳥之石楠船神」。
於第二季時被威爾博士等人以聖遺物「神獸鏡」的力量解封並浮上水面，及被威爾博士以完全聖遺物「Nephilim」的心臟喚醒其動力系統。
巴比倫寶物庫
存在於異世界，可容納無限数量的Noise。
透過所羅門之杖，可以把限定的次元隔牆間打開，以從巴比倫寶物庫将Noise送往世界。
巴別塔的詛咒
傳說原來人類在最一開始的時候是很強大的，其原因之一是因為大家擁有共同的語言，結果愚蠢的人類因為強大而盲目了心靈，想要成為神去到神的境界，於是人類開始建築一個叫做巴別塔的高塔，妄想使其通向天上，去到神所居住的地方。於是神震怒了，神毀掉了高塔剝奪了人類的共同語言，使我們無法再次互相理解，之後人類失去了強大文明，開始陷入了互相的爭鬥。
蒂福熱城堡
卡蘿及其自動人偶的基地。
於第11話被威爾博士以其Nephilim的力量成功啟動。

## 電視動畫

### 製作人員
|                | 第1期                                         | 第2期                                                      | 第3期                                          | 第4期                      | 第5期                                                                                |
| -------------- | --------------------------------------------- | ---------------------------------------------------------- | ---------------------------------------------- | -------------------------- | ------------------------------------------------------------------------------------ |
| 原作           | 上松範康、金子彰史                            | 上松範康、金子彰史                                         | 上松範康、金子彰史                             | 上松範康、金子彰史         | 上松範康、金子彰史                                                                   |
| 監督           | 伊藤達文                                      | 小野勝巳                                                   | 小野勝巳                                       | 小野勝巳                   | 小野勝巳                                                                             |
| 系列構成、劇本 | 金子彰史                                      | 金子彰史                                                   | 金子彰史                                       | 金子彰史                   | 金子彰史                                                                             |
| 角色原案       | 吉井彈                                        | 吉井彈                                                     | 吉井彈                                         | 吉井彈                     | 吉井彈                                                                               |
| 角色設計       | 小池智史                                      | 藤本悟                                                     | 藤本悟                                         | 藤本悟                     | 藤本悟                                                                               |
| 怪物原案       | okama                                         | 不適用                                                     | 不適用                                         | 不適用                     | 不適用                                                                               |
| 動作導演       | 光田史亮                                      | 光田史亮                                                   | 光田史亮                                       | 光田史亮 式地幸喜 杉江敏治 | 光田史亮 式地幸喜 杉江敏治                                                           |
| 機械設計       | 鈴木雅久（槍械、裝備）                        | 大河廣行、川原智弘                                         | 大河廣行、川原智弘                             | 大河廣行、川原智弘         | 大河廣行                                                                             |
| 道具設計       | 吉川美貴（小物、衣裝）                        | 森岡賢一                                                   | 吉川美貴                                       | 不適用                     |                                                                                      |
| 未來視覺效果   | Thomas Romain Stanislas Brunet Yann Le Gall   | Thomas Romain Stanislas Brunet                             |                                                |                            | ニエム・ヴィンセント ロキャテリ・ロイック ルガル・ヤン ギヨーム・ジョアナ 小山真由子 |
| 美術監督       | 西村隆、森元茂                                | 西村隆                                                     | 市倉敬                                         | 松本浩樹                   | 渡辺幸浩、菊地明子                                                                   |
| 色彩設計       | 齋藤麻由                                      | 篠原愛子                                                   | 篠原愛子                                       | 篠原愛子                   | 篠原愛子                                                                             |
| 攝影監督       | 尾崎隆晴                                      | 岩崎敦                                                     | 志村豪                                         | 志村豪                     | 志村豪                                                                               |
| 2D監控         | 不適用                                        | 影山慈郎                                                   | 影山慈郎                                       | 影山慈郎                   | 影山慈郎                                                                             |
| 編輯           | 定松剛                                        | 定松剛                                                     | 定松剛                                         | 定松剛                     | 兼重涼子                                                                             |
| 音響監督       | 本山哲                                        | 本山哲                                                     | 本山哲                                         | 本山哲                     | 本山哲                                                                               |
| 音樂           | Elements Garden （上松範康、藤田淳平 藤間仁） | Elements Garden （Evan Call、上松範康、 藤田淳平、藤間仁） | Elements Garden （藤田淳平、藤間仁 Evan Call） | Elements Garden            | Elements Garden                                                                      |
| 音樂製作人     | 上松範康                                      | 上松範康                                                   | 上松範康                                       | 上松範康                   | 上松範康                                                                             |
| 動畫製作       | ENCOURAGE FILMS ↓ SATELIGHT                   | SATELIGHT                                                  | SATELIGHT                                      | SATELIGHT                  | SATELIGHT                                                                            |
| 製作           | Project SYMPHOGEAR                            | Project SYMPHOGEAR G                                       | Project SYMPHOGEAR GX                          | Project SYMPHOGEAR AXZ     | Project SYMPHOGEAR XV                                                                |

### 主題曲
| 類型   | 曲名             | 作詞     | 作曲     | 編曲              | 演唱     | 備註      |
| 第1期  | 第1期            | 第1期    | 第1期    | 第1期             | 第1期    | 第1期     |
| ------ | ---------------- | -------- | -------- | ----------------- | -------- | --------- |
| 片頭曲 | Synchrogazer     | 水樹奈奈 | 上松範康 | 上松範康          | 水樹奈奈 | [ 註 20 ] |
| 片尾曲 | Meteor Light     | mavie    | 藤田淳平 | 藤田淳平          | 高垣彩陽 | [ 註 21 ] |
| 第2期  |                  |          |          |                   |          |           |
| 片頭曲 | Vitalization     | 水樹奈奈 | 上松範康 | 上松範康 菊田大介 | 水樹奈奈 | [ 註 22 ] |
| 片尾曲 | Next Destination | mavie    | 藤田淳平 | 藤田淳平          | 高垣彩陽 | [ 註 23 ] |
| 第3期  |                  |          |          |                   |          |           |
| 片頭曲 | Exterminate      | 水樹奈奈 | 上松範康 | 藤間仁            | 水樹奈奈 | [ 註 24 ] |
| 片尾曲 | Rebirth-day      | mavie    | 藤田淳平 | 藤田淳平          | 高垣彩陽 | [ 註 25 ] |
| 插曲   | Glorious Break   | Shihori  | 上松範康 | 藤間仁            | 水樹奈奈 | [ 註 26 ] |
| 第4期  |                  |          |          |                   |          |           |
| 片頭曲 | TESTAMENT        | 水樹奈奈 | 上松範康 | 藤田淳平          | 水樹奈奈 | [ 註 27 ] |
| 片尾曲 | Futurism         | mavie    | 藤田淳平 | 藤田淳平          | 高垣彩陽 | [ 註 28 ] |
| 插曲   | UNLIMITED BEAT   | 上松範康 | 上松範康 | 藤永龍太郎        | 水樹奈奈 | [ 註 29 ] |
| 第5期  |                  |          |          |                   |          |           |
| 片頭曲 | METANOIA         | 上松範康 | 上松範康 | 藤永龍太郎        | 水樹奈奈 | [ 註 30 ] |
| 片尾曲 | Lasting Song     | 高垣彩陽 | 藤田淳平 | 藤田淳平          | 高垣彩陽 | [ 註 31 ] |
| 插曲   | FINAL COMMANDER  | しほり   | 上松範康 | 菊田大介          | 水樹奈奈 | [ 註 32 ] |

### 劇中歌
| 曲名                                        | 作詞      | 作曲               | 編曲               | 演唱 | 使用話數           |       |
| 第1期                                       | 第1期     | 第1期              | 第1期              | 第1期 | 第1期              | 第1期 |
| ------------------------------------------- | --------- | ------------------ | ------------------ | --- | ------------------ | ----- |
| 逆光的羽翼(Flügel) （）                           | 上松範康  | 上松範康           | 菊田大介           | 雙翼 〔風鳴翼(水樹奈奈)、天羽奏(高山南)〕 | 1 13(片尾曲)       |       |
| ORBITAL BEAT                                | 古屋真    | 加藤裕介           | 加藤裕介           | 雙翼 〔風鳴翼(水樹奈奈)、天羽奏(高山南)〕 | 1                  |       |
| 私立莉迪安音樂院校歌 （）                   | 上松範康  | 上松範康           | 上松範康           | 私立莉迪安音樂院學生 | 1、3、10、12       |       |
| 演奏名為妳的樂章 直至終結 （）              | 藤林聖子  | 俊龍               | 菊田大介           | 天羽奏(高山南) | 1                  |       |
| 絕刀·天羽羽斬 （）                          | 上松範康  | 藤間仁             | 藤間仁             | 風鳴翼(水樹奈奈) | 1－4、12           |       |
| 擊槍·Gungnir （）                           | 上松範康  | 藤田淳平           | 藤田淳平           | 立花響(悠木碧) | 2、3、5 4(插曲)    |       |
| 名为我的音乐 在响彻的未来 （）              | 藤林聖子  | 俊龍               | 菊田大介           | 立花響(悠木碧) | 6－8、10           |       |
| 魔弓·Ichii-bal （）                         | 上松範康  | 上松範康           | 岩橋星實           | 雪音克莉絲(高垣彩陽) | 7、8、10、11       |       |
| 戀愛的桶狹間 （）                           | 上松範康  | 上松範康           | 上松範康           | 風鳴翼(水樹奈奈) | 9                  |       |
| FLIGHT FEATHERS                             | 上松範康  | 菊田大介           | 菊田大介           | 風鳴翼(水樹奈奈) | 9                  |       |
| 連繫的手所能紡織的事物 （）                 | 上松範康  | 上松範康           | 藤田淳平           | 雪音克莉絲(高垣彩陽) | 10                 |       |
| FIRST LOVE SONG                             | 上松範康  | 上松範康           | 藤田淳平           | 立花響(悠木碧)、風鳴翼(水樹奈奈)、 雪音克莉絲(高垣彩陽) | 13                 |       |
| 第2期                                       |           |                    |                    | |                    |       |
| Apple                                       | 上松範康  | 上松範康           | 上松範康           | 瑪麗亞·卡登扎夫娜·伊芙(日笠陽子)、 莎麗娜·卡登扎夫娜·伊芙(堀江由衣)                                                                                               | 1、13              |       |
| Apple                                       | 上松範康  | 上松範康           | 上松範康           | 瑪麗亞·卡登扎夫娜·伊芙(日笠陽子) | 6、9               |       |
| Dark Oblivion                               | Evan Call | 上松範康           | 藤岡仁             | 瑪麗亞·卡登扎夫娜·伊芙(日笠陽子) | 1                  |       |
| 相信正義，緊握雙拳 （）                     | 上松範康  | 藤田淳平           | 藤田淳平           | 立花響(悠木碧) | 1、5、7            |       |
| 不死鳥的火炎 （）                           | 上松範康  | 上松範康           | 菊田大介           | 瑪麗亞·卡登扎夫娜·伊芙(日笠陽子)、 風鳴翼(水樹奈奈) | 1                  |       |
| 烈槍·Gungnir （）                           | 上松範康  | 上松範康           | Evan Call          | 瑪麗亞·卡登扎夫娜·伊芙(日笠陽子) | 1(片尾曲) 4、8、12 |       |
| 月煌之劍 （）                               | 上松範康  | 藤間仁             | 藤間仁             | 風鳴翼(水樹奈奈) | 2、3、11           |       |
| 鏖鋸·Shul Shagana （）                      | 上松範康  | 菊田大介           | 菊田大介           | 月讀調(南條愛乃) | 2、8、9            |       |
| Bye-Bye Lullaby                             | 上松範康  | 上松範康           | 岩橋星實           | 雪音克莉絲(高垣彩陽) | 3、9、10           |       |
| 獄鎌·Igalima （）                           | 上松範康  | 中山真斗           | 藤田淳平           | 曉切歌(茅野愛衣) | 4                  |       |
| 抵達現場！電光刑警Bang （）                 |           | 中山真斗           | 中山真斗           | 板場弓美(赤崎千夏)、寺島詩織(東山奈央)、 安藤創世(小松未可子) | 4                  |       |
|                                             | 上松範康  | 上松範康           | 中山真斗           | 雪音克莉絲(高垣彩陽) | 4(插曲)            |       |
| ORBITAL BEAT                                | 古屋真    | 加藤裕介           | 加藤裕介           | 月讀調(南條愛乃)、曉切歌(茅野愛衣) | 5                  |       |
| 英雄故事                                    | 黃霑      | 馬飼野康二 黎小田  | 岩橋星實           | 立花響(悠木碧)、風鳴弦十郎(石川英郎) | 9                  |       |
| 歪鏡·神獸鏡 （）                            | 上松範康  | 菊田大介           | 菊田大介           | 小日向未來(井口裕香) | 10                 |       |
| Rainbow Flower                              | 上松範康  | 岩橋星實           | 岩橋星實           | 立花響(悠木碧) | 10                 |       |
| Edge Works of Goddess ZABABA                | 上松範康  | 中山真斗 菊田大介  | 菊田大介           | 月讀調(南條愛乃)、曉切歌(茅野愛衣) | 11、12             |       |
| 絕刀·天羽羽斬 （）                          | 上松範康  | 藤間仁             | 藤間仁             | 風鳴翼(水樹奈奈) | 12                 |       |
| 開始之歌(巴贝尔) （はじまりの歌(バベル)）   | 上松範康  | 上松範康           | 喜多智弘           | 立花響(悠木碧)、風鳴翼(水樹奈奈)、 雪音克莉絲(高垣彩陽)、 瑪麗亞·卡登扎夫娜·伊芙(日笠陽子)、 月讀調(南條愛乃)、曉切歌(茅野愛衣)                                   | 13                 |       |
| 虹色的翅膀(Flügel） （）                          | 上松範康  | 上松範康           | 菊田大介           | 立花響(悠木碧)、風鳴翼(水樹奈奈)、 雪音克莉絲(高垣彩陽)、 瑪麗亞·卡登扎夫娜·伊芙(日笠陽子)、 月讀調(南條愛乃)、曉切歌(茅野愛衣)、 天羽奏(高山南)                  | 13(片尾曲)         |       |
| 第3期                                       |           |                    |                    | |                    |       |
| RADIANT FORCE                               | 上松範康  | 上松範康           | 藤間仁             | 立花響(悠木碧)、風鳴翼(水樹奈奈)、 雪音克莉絲(高垣彩陽) | 1                  |       |
| 星天GALAXY CROSS （）                       | 上松範康  | 上松範康           | 末益良太 菊田大介  | 瑪麗亞·卡登扎夫娜·伊芙(日笠陽子)、 風鳴翼(水樹奈奈) | 1                  |       |
| 突破界限 G-beat （）                        | 上松範康  | 上松範康           | 藤田淳平           | 立花響(悠木碧) | 1、4、8            |       |
| TRUST HEART                                 | 上松範康  | 藤間仁             | 藤間仁             | 雪音克莉絲(高垣彩陽) | 2、7、10           |       |
| Beyond the BLADE                            | 上松範康  | 藤田淳平           | 藤田淳平           | 風鳴翼(水樹奈奈) | 2、9               |       |
| Overkill Scythe Hell （）                   | 上松範康  | 喜多智康           | 喜多智康           | 曉切歌(茅野愛衣) | 3、10              |       |
| 沙拉醬牛肉之歌 （）                         | 金子彰史  | 上松範康           | 喜多智康           | 安藤創世(小松未可子)、寺島詩織(東山奈央)、 板場弓美(赤崎千夏)、立花響(悠木碧)、 小日向未來(井口裕香)                                                              | 3                  |       |
| 烈槍·Gungnir （）                           | 上松範康  | 上松範康           | Evan Call          | 瑪麗亞·卡登扎夫娜·伊芙(日笠陽子) | 4                  |       |
| Genocide Saw Heaven （）                    | 上松範康  | 岩橋星實           | 岩橋星實           | 月讀調(南條愛乃) | 5、8               |       |
| Just Loving X-Edge                          | 上松範康  | 喜多智弘、岩橋星實 | 喜多智弘、岩橋星實 | 月讀調(南條愛乃)、曉切歌(茅野愛衣) | 5                  |       |
| BAYONET CHARGE                              | 上松範康  | 藤田淳平           | 藤間仁             | 風鳴翼(水樹奈奈） 雪音克莉絲(高垣彩陽) | 5(片尾曲) 6        |       |
| RADIANT FORCE (IGNITED arrangement)         | 上松範康  | 上松範康           | 藤永龍太郎         | 立花響(悠木碧)、風鳴翼(水樹奈奈)、 雪音克莉絲(高垣彩陽) | 6                  |       |
| 銀腕．airget-lamh （）                      | 上松範康  | 上松範康           | 岩橋新實 Evan Call | 瑪麗亞·卡登扎夫娜·伊芙(日笠陽子) | 7、9               |       |
| 銀腕．airget-lamh(IGNITED arrangement) （） | 上松範康  | 上松範康           | 末益良太           | 瑪麗亞·卡登扎夫娜·伊芙(日笠陽子) | 7                  |       |
| Just Loving X-Edge (IGNITED arrangement)    | 上松範康  | 喜多智弘、岩橋星實 | 喜多智弘、岩橋星實 | 月讀調(南條愛乃)、曉切歌(茅野愛衣) | 8                  |       |
| Beyond the BLADE (IGNITED arrangement)      | 上松範康  | 藤田淳平           | 藤永龍太郎         | 風鳴翼(水樹奈奈) | 9                  |       |
| TRUST HEART (IGNITED arrangement)           | 上松範康  | 藤間仁             | 藤永龍太郎         | 雪音克莉絲(高垣彩陽) | 10                 |       |
| LITTLE MIRACLE −Grip it tight− （）         | 上松範康  | 母里治樹           | 母里治樹           | 立花響(悠木碧) | 11                 |       |
| 殲琴·達烏爾達布拉 （）                      | 上松範康  | Evan Call          | Evan Call          | 卡蘿·瑪爾斯·丁海姆(水瀨祈) | 11、12             |       |
| 儘管是唱「謝謝你」 （）                     | 上松範康  | 上松範康           | 喜多智弘           | 瑪麗亞·卡登扎夫娜·伊芙(日笠陽子)、 月讀調(南條愛乃)、曉切歌(茅野愛衣)                                                                                             | 12                 |       |
| 突破界限 G-beat(IGNITED arrangement) （）   | 上松範康  | 上松範康           | 末益涼太           | 立花響(悠木碧) | 12                 |       |
| 開始之歌（巴貝爾） （）                     | 上松範康  | 上松範康           | 喜多智弘           | 立花響(悠木碧)、風鳴翼(水樹奈奈)、 雪音克莉絲(高垣彩陽)、 瑪麗亞·卡登扎夫娜·伊芙(日笠陽子)、 月讀調(南條愛乃)、曉切歌(茅野愛衣)                                   | 13                 |       |
| 虹色的翅膀（Flügel） （）                         | 上松範康  | 上松範康           | 菊田大介           | 立花響(悠木碧)、風鳴翼(水樹奈奈)、 雪音克莉絲(高垣彩陽)、 瑪麗亞·卡登扎夫娜·伊芙(日笠陽子)、 月讀調(南條愛乃)、曉切歌(茅野愛衣)、 天羽奏(高山南)                  | 13(片尾曲)         |       |
| 第4期                                       |           |                    |                    | |                    |       |
| 激唱無限（Infinity） （）                   | 上松範康  | 上松範康           | 末益涼太           | 立花響(悠木碧)、風鳴翼(水樹奈奈)、 雪音克莉絲(高垣彩陽) | 1、3               |       |
|                                             | 上松範康  | 藤間仁             | 藤間仁             | 立花響(悠木碧) | 1、6               |       |
|                                             | 上松範康  | 上松範康           | 菊田大介 都丸椋太  | 聖日耳曼(壽美菜子)、卡里奧斯特羅(蒼井翔太)、 普勒拉蒂(日高里菜)                                                                                                   | 1、12              |       |
|                                             | 上松範康  | 上松範康           | 菊田大介           | 瑪麗亞·卡登扎夫娜·伊芙(日笠陽子)、 月讀調(南條愛乃)、曉切歌(茅野愛衣)                                                                                             | 1(片尾曲) 2        |       |
| Stand up! Ready!!                           | 上松範康  | 菊田大介           | 岩橋星實           | 瑪麗亞·卡登扎夫娜·伊芙(日笠陽子) | 2、5               |       |
|                                             | 上松範康  | 上松範康           | 菊田大介           | 風鳴翼(水樹奈奈) | 3、7               |       |
|                                             | 上松範康  | 上松範康           | 藤永龍太郎         | 立花響(悠木碧)、風鳴翼(水樹奈奈)、 雪音克莉絲(高垣彩陽) | 3、4               |       |
|                                             | 上松範康  | 藤田淳平           | 藤田淳平           | 雪音克莉絲(高垣彩陽) | 4、8               |       |
|                                             | 上松範康  | 上松範康           | 末益涼太           | 瑪麗亞·卡登扎夫娜·伊芙(日笠陽子)、 月讀調(南條愛乃)、曉切歌(茅野愛衣)                                                                                             | 4                  |       |
|                                             | 上松範康  | 母里治樹           | 母里治樹           | 曉切歌(茅野愛衣) | 5、7、8            |       |
|                                             | 上松範康  | 上松範康           | 上松範康           | 瑪麗亞·卡登扎夫娜·伊芙(日笠陽子)、 莎麗娜·卡登扎夫娜·伊芙(堀江由衣)                                                                                               | 5                  |       |
|                                             | 上松範康  | 母里治樹           | 岩橋星實           | 月讀調(南條愛乃) | 6、9               |       |
|                                             | 上松範康  | 上松範康 藤間仁    | 藤間仁             | 立花響（悠木碧）、風鳴翼(水樹奈奈)、 雪音克莉絲(高垣彩陽)、 瑪麗亞·卡登扎夫娜·伊芙(日笠陽子)、 月讀調(南條愛乃)、曉切歌(茅野愛衣)                                 | 6(片尾曲) 13       |       |
|                                             | 上松範康  | 母里治樹           | 菊田大介           | 月讀調(南條愛乃)、曉切歌(茅野愛衣) | 7                  |       |
|                                             | 上松範康  | 母里治樹           | 母里治樹           | 雪音克莉絲(高垣彩陽)、 瑪麗亞·卡登扎夫娜·伊芙(日笠陽子) | 8                  |       |
|                                             | 上松範康  | 藤田淳平           | 藤間仁             | 風鳴翼(水樹奈奈)、月讀調(南條愛乃) | 9                  |       |
|                                             | 上松範康  | 上松範康           | 菊田大介           | 立花響(悠木碧)、曉切歌(茅野愛衣) | 10                 |       |
|                                             | 上松範康  | 母里治樹           | 母里治樹           | 立花響(悠木碧) | 11                 |       |
| 虹色的翅膀（Flügel） （）                         | 上松範康  | 上松範康           | 菊田大介           | 立花響(悠木碧)、風鳴翼(水樹奈奈)、 雪音克莉絲(高垣彩陽)、 瑪麗亞·卡登扎夫娜·伊芙(日笠陽子)、 月讀調(南條愛乃)、曉切歌(茅野愛衣)、 天羽奏(高山南)                  | 13(片尾曲)         |       |
| 第5期                                       |           |                    |                    | |                    |       |
|                                             | 上松範康  | 藤田淳平           | 藤田淳平           | 立花響(悠木碧） | 1、4、11           |       |
|                                             | 上松範康  | 上松範康           | 上松範康           | 立花響(悠木碧） | 1                  |       |
|                                             | 上松範康  | 上松範康           | 菊田大介 笠井雄太  | 立花響(悠木碧）、風鳴翼(水樹奈奈）、雪音克莉絲(高垣彩陽）、 瑪麗亞·卡登扎夫娜·伊芙(日笠陽子）、 月讀調(南條愛乃）、曉切歌(茅野愛衣）                              | 1                  |       |
| 未完成愛Mapputatsu!                         | 上松範康  | 菊田大介           | 都丸椋太           | 曉切歌(茅野愛衣） | 2、7               |       |
| 未熟少女Buttagiri!                          | 上松範康  | 菊田大介           | 笠井雄太           | 月讀調(南條愛乃） | 2、3、10           |       |
| Angelic Remnant                             | 上松範康  | 上松範康           | 菊田大介           | 風鳴翼(水樹奈奈）、瑪麗亞·卡登扎夫娜·伊芙(日笠陽子） | 2                  |       |
| Take this! "All loaded"                     | 上松範康  | 上松範康           | 岩橋星実           | 雪音克莉絲(高垣彩陽） | 3、6、12           |       |
| 白銀の炎 -keep the faith-                   | 上松範康  | 上松範康           | 竹田祐介           | 瑪麗亞·卡登扎夫娜·伊芙(日笠陽子） | 4、10、11          |       |
| 花咲く勇気 Ver. Amalgam                     | 上松範康  | 母里治樹           | 母里治樹           | 立花響(悠木碧）、聖日耳曼(壽美菜子） | 4                  |       |
| また逢う日まで                              | 阿久悠    | 筒美京平           | 笠井雄太           | 艾芙奈恩(久野美咲） | 5                  |       |
| Defender'Z Brand!                           | 上松範康  | 藤間仁             | 藤間仁             | 風鳴翼(水樹奈奈） | 5、9               |       |
| Apple                                       | 上松範康  | 上松範康           | 上松範康           | 瑪麗亞·卡登扎夫娜·伊芙(日笠陽子）、 莎麗娜·卡登扎夫娜·伊芙(堀江由衣）                                                                                             | 6                  |       |
| スフォルツァンドの残響                      | 上松範康  | 上松範康           | 藤永龍太郎         | 卡蘿·瑪爾斯·丁海姆(水瀨祈） | 8                  |       |
| Cutting Edge×2 Ready go!                    | 上松範康  | 菊田大介           | 菊田大介           | 月讀調(南條愛乃）、曉切歌(茅野愛衣） | 10                 |       |
| 不死鳥のフランメ                            | 上松範康  | 上松範康           | 菊田大介           | 瑪麗亞·卡登扎夫娜·伊芙(日笠陽子）、風鳴翼(水樹奈奈） | 11                 |       |
| PERFECT SYMPHONY                            | 上松範康  | 藤田淳平           | 藤田淳平           | 立花響(悠木碧）、風鳴翼(水樹奈奈）、雪音克莉絲(高垣彩陽）、 瑪麗亞·卡登扎夫娜·伊芙(日笠陽子）、 月讀調(南條愛乃)、曉切歌(茅野愛衣）、 卡蘿·瑪爾斯·丁海姆(水瀨祈） | 13                 |       |
| Xtreme Vibes                                | 上松範康  | 上松範康           | 藤田淳平           | 立花響(悠木碧）、風鳴翼(水樹奈奈）、雪音克莉絲(高垣彩陽）、 瑪麗亞·卡登扎夫娜·伊芙(日笠陽子）、 月讀調(南條愛乃)、曉切歌(茅野愛衣）、小日向未来(井口裕香）        | 13                 |       |

### 各話列表
| 話數       | 日文標題       | 中文標題                        | 分鏡              | 演出                         | 作畫監督 | 總作畫監督                          |
| 第1期      | 第1期          | 第1期                           | 第1期             | 第1期                        | 第1期 | 第1期                               |
| ---------- | -------------- | ------------------------------- | ----------------- | ---------------------------- | --- | ----------------------------------- |
| EPISODE 1  |                | 覺醒的鼓動                      | 伊藤達文          | 室谷靖                       | 伊藤真理子、光田史亮 | 小池智史 藤本悟                     |
| EPISODE 2  |                | 雜音與不協和音                  | 安田賢司          | 佐佐木奈奈子 越田知明        | 德田夢之介、光田史亮 | 小池智史 藤本悟                     |
| EPISODE 3  |                | 與黑夜擦身而過                  | 下田正美          | 吉田登                       | 實原登、小澤圓 | 小池智史 藤本悟                     |
| EPISODE 4  |                | 落淚                            | 伊藤達文          | 小野勝巳                     | 栗原基彥、鹽川貴史 | 小池智史 藤本悟                     |
| EPISODE 5  |                | 來自黑暗的深淵                  | 室谷靖 伊藤達文   | 室谷靖                       | 小菅和久、本多美乃、井出直美 松本麻友子、齋田博之、橋口隼人                                                                                             | 小池智史 藤本悟                     |
| EPISODE 6  |                | 預兆的去向                      | 安田賢治          | 清水一伸                     | 永田正美、向山祐治 金有千、渡邊英樹 | 小池智史 藤本悟                     |
| EPISODE 7  |                | 只有擊破才能停止命運            | 下田正美          | 筑紫大介                     | 式地幸喜、濱津武廣 | 小池智史 藤本悟                     |
| EPISODE 8  |                | 日照中沒有昏暗                  | 安田賢司          | 江上潔                       | 小林利充、小澤圓 | 小池智史 藤本悟                     |
| EPISODE 9  |                | 防人之歌                        | 林直孝            | 小野勝巳                     | 澀谷秀、栗原學 鹽川貴史、三宅雄一郎 | 小池智史 藤本悟                     |
| EPISODE 10 |                | 只由繫上的手紡織出的東西        | 下田正美          | 安田賢司                     | 柳瀨雄之、梶浦紳一郎 樋口博美、森山雄治 | 小池智史 藤本悟                     |
| EPISODE 11 |                | 穿透月亮                        | 安田賢司          | 森義博                       | 小林利充、小澤圓 實原登、中山初繪 | 小池智史 藤本悟                     |
| EPISODE 12 |                | SYMPHOGEAR                      | 追崎史敏          | 清水一伸                     | 宮崎仁志 | 小池智史 藤本悟                     |
| EPISODE 13 |                | 流星墜落燃燒殆盡，然後―         | 伊藤達文          | 伊藤達文                     | 片山貴仁、後藤麻梨子、鹽川貴史 式地幸喜、館崎大、濱津武廣 小池智史、藤本悟、光田史亮                                                                    | 小池智史 藤本悟                     |
| 第2期      |                |                                 |                   |                              | |                                     |
| EPISODE 1  |                | Gungnir的少女                   | 小野勝巳          | 鈴木步                       | 藤本悟、内田孝 光田史亮（Noise作監） | 藤本悟                              |
| EPISODE 2  |                | 寄宿著力量和虛偽的心            | 小野勝巳          | 夕澄慶英                     | 福永純一、高橋優也、河野繪美 | 藤本悟                              |
| EPISODE 3  |                | 渴望終結之人，面對終結之人      | 宮浦栗生          | 大河直道                     | 今西亨、鹽川貴史 | 杉本功 藤本悟                       |
| EPISODE 4  |                | 我能回去的地方                  | 若林厚史          | 高橋英俊                     | 下條祐未 | 藤本悟                              |
| EPISODE 5  |                | 鮮血飛濺的小夜曲                | 吉川浩司          | 近藤一英                     | 渡部貴善、鹽川貴史、式地幸喜 森悦史、酒井智史 | 杉本功 藤本悟                       |
| EPISODE 6  |                | 奇蹟――那是殘酷的軌跡            | 田所修            | 清水一伸                     | 普津澤時衛門、式地幸喜 | 今西亨 藤本悟                       |
| EPISODE 7  |                | 不能再保持你自己的你            | 宮浦栗生          | 有江勇樹                     | 式地幸喜、沼田誠也 寺澤伸介、SON JIN YOUNG | 杉本功 沼田誠也 藤本悟              |
| EPISODE 8  |                | 牽著的手與手…為了迷惑的我…      | 若林厚史          | 千葉大輔                     | 河野繪美、下條祐未 普津澤時衛門、福永純一 | 今西亨 沼田誠也 藤本悟              |
| EPISODE 9  |                | 英雄故事                        | 田所修            | 石川俊介                     | 後藤麻梨子、鹽川貴史、式地幸喜 柴田健兒、畑智司、森悦史 渡部貴善                                                                                        | 今西亨 沼田誠也 藤本悟              |
| EPISODE 10 |                | 到喪失為止的倒數計時            | 稻江仁            | 岩本保雄                     | 下條祐未、高橋優也、中山初繪 普津澤時衛門、畑智司、渡部貴善 式地幸喜（動作） 大河廣行（機械）                                                           | 沼田誠也 今西亨 杉本功 藤本悟       |
| EPISODE 11 |                | Destiny Ark                     | 若林厚史          | 石川俊介 近藤一英            | 青木真理子、武内啟、柳孝和 新保卓郎、鹽川貴史、畑智司 渡部貴善 式地幸喜（動作） 大河廣行（機械）                                                        | 今西亨 杉本功 藤本悟                |
| EPISODE 12 |                | 擊槍                            | 宮浦栗生          | 岩田義彥                     | 河野繪美、下條祐未、福永純一 高橋優也、齋藤温子、小原和夫 普津澤時衛門、吉田巧介、渡部貴善 内田孝、鹽川貴史 式地幸喜（動作）                            | 今西亨 杉本功 藤本悟 沼田誠也       |
| EPISODE 13 |                | 遙遠的彼方，星星成為音樂…的那天 | 安田賢司          | 安田賢司                     | 池下博紀、今西亨、大河原晴男 後藤麻梨子、酒井智史、式地幸喜 鹽川貴史、館崎大、畑智司 前澤弘美、森悦史、渡部貴善 下條祐未、齋藤溫子 今牧千世、普津澤時門 | 今西亨 藤本悟                       |
| 第3期      |                |                                 |                   |                              | |                                     |
| EPISODE 1  |                | 奇蹟的殺戮者                    | 小野勝巳          | 小野勝巳                     | 藤本悟 | -                                   |
| EPISODE 2  |                | 世界崩壞―在這之前               | 安田賢司          | 成田巧                       | 大久保義之 | 椛島洋介                            |
| EPISODE 3  |                | 裝者們的黃昏                    | 宮浦栗生          | 石田暢                       | 福世孝明 | 藤本悟                              |
| EPISODE 4  |                | Gungnir，再臨                   | 稻井仁            | 稻井仁                       | 畑智司、安田祥子 | 椛島洋介                            |
| EPISODE 5  | Edge Works     | Edge Works                      | 石川俊介          | 石川俊介                     | 坂本俊太、後藤麻梨子、藤本悟 | 藤本悟                              |
| EPISODE 6  |                | 拔劍                            | 西澤晉            | 近藤一英                     | 藤本悟、大久保義之、今西亨 、安田祥子、今岡大 | 椛島洋介                            |
| EPISODE 7  |                | 继任的光芒，似乎是你            | 宮浦栗生          | 成田巧                       | 椛島洋介、畑智司、今西亨 坂本俊太、大久保義之、 青木美穗、陣内美帆、山﨑克之 原誠                                                                       | 藤本悟                              |
| EPISODE 8  |                | 勇于面对                        | 江上潔            | 大脊戶聰                     | 服部憲知、吉岡敏幸、水吉隆志 小畑賢、原誠、谷圭司 畑智司、大久保義之、                                                                                  | 椛島洋介                            |
| EPISODE 9  |                | 夢的中途                        | 西澤晉            | 石川俊介                     | 椛島洋介、畑智司、片山貴仁 大久保義之、今西亨、坂本俊太 、吉田雄一、江上夏樹                                                                            | 藤本悟                              |
| EPISODE 10 |                | 很多，这就是残酷                | 宮浦栗生          | 畠山茂樹                     | 椛島洋介、大久保義之、 武本大介、吉田巧介、谷口繁則 櫻井拓郎、椎田竹若、今泉龍太 森悅史、奧野倫史、池原百合子                                           | 藤本悟 今西亨                       |
| EPISODE 11 |                | 沒事，小問題                    | 西本由起夫        | 小野田雄亮                   | 坂本俊太、畑智司、 大久保義之、片山貴仁、山崎克之 尾尻進也、吉田雄一、鈴木勇 重國勇二                                                                   | 藤本悟 椛島洋介 今西學              |
| EPISODE 12 | GX             | GX                              | 古川知宏 西澤晉   | 宮澤良太                     | 大久保義之、坂本俊太、畑智司 、櫻井木之實、中野彰子 南伸一郎、片岡恵美子、雨宮達夫                                                                      | 藤本悟 椛島洋介 今西學              |
| EPISODE 13 |                | 相信正義，緊握在手              | 西澤晉 小林孝志   | 成田巧 小林孝志              | 大久保義之、坂本俊太、畑智司 、普津澤時衛門、吉川美貴 江上夏樹、尾尻進矢、鈴木勇 山﨑克之、吉田雄一                                                     | 藤本悟 椛島洋介 今西學              |
| 第4期      |                |                                 |                   |                              | |                                     |
| EPISODE 1  |                | 巴爾韋德地獄變                  | 小野勝巳          | 小野勝巳                     | 藤本悟 | 不適用                              |
| EPISODE 2  |                | 最後的勝地                      | 安田賢治          | 成田巧                       | 坂本俊太、 | 藤本悟                              |
| EPISODE 3  |                | 齒輪繪出的占星圖                | 小野勝巳          | 山田弘和                     | 今井武志、關口雅浩、片岡英之 大高雄太、、坂本俊太 | 小森秀人 普津澤時衛門 藤本悟 今西亨 |
| EPISODE 4  |                | 黃金鍊成                        | 安田賢司          | 球野貴裕                     | 大久保義之、普津澤時衛門、長坂寬治 | 藤本悟                              |
| EPISODE 5  |                | 虛幻戰場 捨命相爭               | 安田賢司          |                              | 飯飼一幸、池原百合子、白石悟 | 藤本悟 椛島洋介 今西亨 普津澤時衛門 |
| EPISODE 6  |                | 決鏡逢生                        | 石川俊介          | 石川俊介                     | 畑智司、、坂本俊太 | 藤本悟                              |
| EPISODE 7  |                | ARCANA No.00                    | 西澤晋            | 成田巧                       | 大久保義之、大河内忍、森悦史 吉川美貴、椛島洋介、 坂本俊太                                                                                              | 藤本悟 今西亨 普津澤時衛門          |
| EPISODE 8  |                | 在過去與未來的縫隙              | 宮浦栗生          | 玉野貴弘                     | 伊藤亞矢子、大久保義之、大河內忍 坂本俊太、三宮昌太、中小路佳毅 畑智司、                                                                                | 藤本悟 今西亨 普津澤時衛門          |
| EPISODE 9  |                | 玉兔                            | 筑紫大介          | 筑紫大介                     | 伊藤亜矢子、大久保義之、大河内忍 酒井智史、坂本俊太、三宮昌太 畑智司、ハニュー                                                                          | 藤本悟 今西亨 普津澤時衛門          |
| EPISODE 10 |                | 安迪基西拉                      | 西澤晋            |                              | 大久保義之、大河内忍、畑智司 坂本俊太 、ハニュー、藤本悟 池原百合子、中山和子、白石悟 木下由美子                                                        | 藤本悟 今西亨 普津澤時衛門          |
| EPISODE 11 |                | 神威浩蕩 登峰造極               | 宮浦栗生 佐藤真人 | 小野田雄亮                   | 小畑賢、桐谷真咲、小林優子 白浜穂積、谷口りつ子、挽本敦子 吉岡敏幸、大久保義之、大河内忍 坂本俊太、畑智司、ハニュー                                     | 藤本悟 今西亨 普津澤時衛門          |
| EPISODE 12 |                | AXZ                             | 宮浦栗生 佐藤真人 | 球野貴裕                     | 伊藤亞矢子、大久保義之、大河内忍 小畑賢、坂本俊太、三宮昌太 畑智司、ハニュー、藤本悟                                                                    | 藤本悟 今西亨 普津澤時衛門 椛島洋介 |
| EPISODE 13 |                | 每當再次流淚之時，被證明的現實  | 小野勝巳          | 小野勝巳 成田巧              | 伊藤亞矢子、岩倉陽子、大久保義之 大河內忍、小畑賢、坂本俊太 三宮昌太、畑智司、ハニュー                                                                  | 藤本悟 今西亨 普津澤時衛門 椛島洋介 |
| 第5期      |                |                                 |                   |                              | |                                     |
| EPISODE 1  |                | 自人類史的彼方                  | 小野勝巳          | 光田史亮                     | 藤本悟 | 藤本悟 椛島洋介 普津澤時衛門        |
| EPISODE 2  |                | 天空墜落之日                    | 平野宏樹          | 平野宏樹                     | 椛島洋介、ハニュー | 藤本悟 椛島洋介 普津澤時衛門        |
| EPISODE 3  | Penny Dreadful | Penny Dreadful                  | 古川知宏          | 三鹽天平                     | 坂本俊太、加藤弘将、福田佳太 | 普津澤時衛門                        |
| EPISODE 4  |                | 花名Amalgam                     | 種村綾鷹          | 種村綾鷹                     | 大久保義之、ハニュー、中島順 | 藤本悟                              |
| EPISODE 5  |                | 書包裡的秘密                    | 平野宏樹          | 成田巧                       | 稻熊一晃、坂本俊太、宗圓祐輔 | 椛島洋介                            |
| EPISODE 6  |                | Xenoglossia                     | 小野勝巳          | 球野貴裕                     | 大久保義之、中島順、加藤弘將 | 藤本悟 普津澤時衛門                 |
| EPISODE 7  |                | 切斷糾纏的線                    | 三鹽天平          | 成田巧                       | 藤本悟、坂本俊太、ハニュー 福田佳太、稻熊一晃、宗圓祐輔                                                                                                 | 藤本悟                              |
| EPISODE 8  | XV             | XV                              | 平野宏樹          | 平野宏樹                     | 大久保義之、宗圓祐輔 中島順、普津澤時魏門 | 椛島洋介                            |
| EPISODE 9  | I am a father  | I am a father                   | 小野勝巳          | 成田巧                       | 稲熊一晃、大久保義之 坂本俊太、ハニュー 福田佳太、藤本悟                                                                                                | 藤本悟 普津澤時衛門                 |
| EPISODE 10 |                | 並非卑微的鏽色                  | 小野勝巳          | 球野貴裕                     | 稲熊一晃、大久保義之 加藤弘将、椛島洋介 坂本俊太、宗圓祐輔 中島順、ハニュー 福田佳太、藤本悟                                                            | 椛島洋介                            |
| EPISODE 11 |                | 太初有道                        | 町谷俊輔          | 小野田雄亮 平野宏樹 髙嶋宏之 | 稲熊一晃、大久保義之 椛島洋介、坂本俊太 宗圓祐輔、長坂寛治 中島順、ハニュー 福田佳太、藤本悟 普津澤時衛門                                               | 藤本悟                              |
| EPISODE 12 |                | 戰姬絕唱                        | 佐藤真人 佐藤英一 | 三鹽天平                     | 稲熊一晃、大久保義之 加藤弘将、椛島洋介 坂本俊太、宗圓祐輔 長坂寛治、中島順 ハニュー、福田佳太 藤本悟、普津澤時衛門                                     | 椛島洋介 藤本悟                     |
| EPISODE 13 |                | 用神明也未曾知曉的光芒創造歷史  | 小野勝巳          | 小野勝巳 成田巧              | 稲熊一晃、大久保義之 加藤弘将、椛島洋介 坂本俊太、宗圓祐輔 長坂寛治、中島順 畑智司、ハニュー 福田佳太、藤本悟 普津澤時衛門                              | 藤本悟 椛島洋介 普津澤時衛門        |

### 播放電視台
日本深夜動畫：下文記載的日本国内播放時間使用日本標準時間（UTC+9）表示。因為部分時間标识會採用30小时制，因此請留意这类超过24:00的时间，其實際播放時間為翌日清晨。
| 播放地區   | 播放電視台     | 播放日期               | 播放時間（UTC+9）         | 所屬聯播網 | 備註                            |
| 第1期      | 第1期          | 第1期                  | 第1期                     | 第1期      | 第1期                           |
| ---------- | -------------- | ---------------------- | ------------------------- | ---------- | ------------------------------- |
| 東京都     | 東京都會電視台 | 2012年1月6日－3月30日  | 星期五 23時00分－23時30分 | 獨立UHF局  |                                 |
| 神奈川縣   | 神奈川電視台   | 2012年1月7日－3月31日  | 星期六 23時30分－24時00分 | 獨立UHF局  |                                 |
| 愛知縣     | 愛知電視台     | 2012年1月7日－3月31日  | 星期六 26時20分－26時50分 | 東京電視網 |                                 |
| 千葉縣     | 千葉電視台     | 2012年1月9日－4月2日   | 星期一 26時00分－26時30分 | 獨立UHF局  |                                 |
| 近畿廣域圈 | 每日放送       | 2012年1月9日－4月2日   | 星期一 26時20分－26時50分 | 日本新聞網 |                                 |
| 日本全域   | NICONICO       | 2012年1月10日－4月3日  | 星期二 22時30分 更新      | 網路電視   |                                 |
| 日本全域   | Kids Station   | 2012年1月10日－4月3日  | 星期二 23時00分－23時30分 | 衛星電視   |                                 |
| 日本全域   | AT-X           | 2015年7月4日－8月15日  | 星期六 18時00分－19時00分 |            | 有重播                          |
| 第2期      |                |                        |                           |            |                                 |
| 近畿廣域圈 | 每日放送       | 2013年7月4日－9月26日  | 星期四 26時35分－27時05分 | 日本新聞網 | 每日放送星期四深夜動畫節目第3部 |
| 愛知縣     | 愛知電視台     | 2013年7月4日－9月26日  | 星期四 27時05分－27時35分 | 東京電視網 |                                 |
| 日本全國   | 日本BS放送     | 2013年7月5日－9月27日  | 星期五 23時30分－24時00分 | 衛星電視   | ANIME+節目                      |
| 東京都     | 東京都會電視台 | 2013年7月6日－ 9月28日 | 星期六 22時30分－23時00分 | 獨立UHF局  |                                 |
| 日本全域   | NICONICO 直播  | 2013年7月7日－9月29日  | 星期日 23時30分－24時00分 | 網路電視   |                                 |
| 日本全域   | NICONICO       | 2013年7月7日－9月29日  | 星期日 24時00分 更新      | 網路電視   |                                 |
| 第3期      |                |                        |                           |            |                                 |
| 近畿廣域圈 | 每日放送       | 2015年7月3日－9月25日  | 星期五 27時10分－27時40分 | 日本新聞網 |                                 |
| 東京都     | 東京都會電視台 | 2015年7月4日－9月26日  | 星期六 25時00分－25時30分 | 獨立UHF局  |                                 |
| 愛知縣     | 愛知電視台     | 2015年7月7日－9月29日  | 星期二 26時05分－26時35分 | 東京電視網 |                                 |
| 日本全域   | NICONICO 直播  | 2015年7月8日－9月30日  | 星期三 23時00分－23時30分 | 網路電視   |                                 |
| 日本全域   | NICONICO       | 2015年7月8日－9月30日  | 星期三 23時30分 更新      | 網路電視   |                                 |
| 日本全國   | 日本BS放送     | 2015年7月10日－10月2日 | 星期五 23時00分－23時30分 | 衛星電視   |                                 |
| 日本全國   | BANDAI CHANNEL | 2015年7月15日－10月7日 | 星期三 12時00分 更新      | 網絡電視   | 最新話一星期內免費配信          |
| 日本全國   | GyaO!          | 2015年7月15日－10月7日 | 星期三 12時00分 更新      | 網絡電視   | 最新話一星期內免費配信          |
| 第4期      |                |                        |                           |            |                                 |
| 東京都     | 東京都會電視台 | 2017年7月1日－         | 星期六 25時00分－25時30分 | 獨立UHF局  |                                 |
| 日本全國   | 日本BS放送     | 2017年7月1日－         | 星期六 25時00分－25時30分 | 衛星電視   |                                 |
| 愛知縣     | 愛知電視台     | 2017年7月1日－         | 星期六 25時50分－26時20分 | 東京電視網 |                                 |
| 近畿廣域圈 | 每日放送       | 2017年7月1日－         | 星期六 27時38分－28時08分 | 日本新聞網 |                                 |
| 日本全國   | AT-X           | 2017年7月3日－         | 星期一 22時30分－23時00分 |            | 有重播                          |

### BD／DVD

《戰姬絕唱SYMPHOGEAR》藍光光碟第一卷封面。

| 卷    | 發售日         | 收錄話         | 規格編號          | 規格編號   |
| 卷    | 發售日         | 收錄話         | BD                | DVD        |
| 第1期 | 第1期          | 第1期          | 第1期             | 第1期      |
| ----- | -------------- | -------------- | ----------------- | ---------- |
| 1     | 2012年3月28日  | EPISODE 1－2   | KIXA-90182        | KIBA-91946 |
| 2     | 2012年4月25日  | EPISODE 3－4   | KIXA-90183        | KIBA-91947 |
| 3     | 2012年5月30日  | EPISODE 5－6   | KIXA-90184        | KIBA-91948 |
| 4     | 2012年6月27日  | EPISODE 7－8   | KIXA-90185        | KIBA-91949 |
| 5     | 2012年7月25日  | EPISODE 9－10  | KIXA-90186        | KIBA-91950 |
| 6     | 2012年8月29日  | EPISODE 11－13 | KIXA-90187        | KIBA-91951 |
| BOX   | 2017年3月29日  | 全13話         | KIXA-90737〜90739 | 不適用     |
| 第2期 |                |                |                   |            |
| 1     | 2013年10月2日  | EPISODE 1－2   | KIXA-90350        | KIBA-92040 |
| 2     | 2013年11月6日  | EPISODE 3－4   | KIXA-90351        | KIBA-92041 |
| 3     | 2013年12月4日  | EPISODE 5－6   | KIXA-90352        | KIBA-92042 |
| 4     | 2014年1月8日   | EPISODE 7－8   | KIXA-90353        | KIBA-92043 |
| 5     | 2014年2月5日   | EPISODE 9－10  | KIXA-90354        | KIBA-92044 |
| 6     | 2014年3月5日   | EPISODE 11－13 | KIXA-90355        | KIBA-92045 |
| BOX   | 2019年2月27日  | 全13話         | KIXA-90845〜90847 | 不適用     |
| 第3期 |                |                |                   |            |
| 1     | 2015年9月30日  | EPISODE 1－2   | KIXA-90563        | KIBA-92215 |
| 2     | 2015年10月28日 | EPISODE 3－4   | KIXA-90564        | KIBA-92216 |
| 3     | 2015年11月25日 | EPISODE 5－6   | KIXA-90565        | KIBA-92217 |
| 4     | 2015年12月23日 | EPISODE 7－8   | KIXA-90566        | KIBA-92218 |
| 5     | 2016年1月27日  | EPISODE 9－10  | KIXA-90567        | KIBA-92219 |
| 6     | 2016年2月24日  | EPISODE 11－13 | KIXA-90568        | KIBA-92220 |
| 第4期 |                |                |                   |            |
| 1     | 2017年9月27日  | EPISODE 1－2   | KIXA-90756        | KIBA-92298 |
| 2     | 2017年10月25日 | EPISODE 3－4   | KIXA-90757        | KIBA-92299 |
| 3     | 2017年11月29日 | EPISODE 5－6   | KIXA-90758        | KIBA-92300 |
| 4     | 2017年12月27日 | EPISODE 7－8   | KIXA-90759        | KIBA-92301 |
| 5     | 2018年1月31日  | EPISODE 9－10  | KIXA-90760        | KIBA-92302 |
| 6     | 2018年2月28日  | EPISODE 11－13 | KIXA-90761        | KIBA-92303 |

## 手機遊戲
手機遊戲《戰姬絕唱Symphogear XD UNLIMITED》於2017年安卓/iOS雙平台運營，開發商為Pokelabo, Inc.，已于2024年1月31日停止運營。

### 主題曲
「UNLIMITED BEAT」
作詞、作曲：上松範康，編曲：藤永龍太郎，主唱：水樹奈奈

## 漫畫
- 吉井彈（漫畫）、上松範康&金子彰史（原作）、金子彰史（劇本）『戰姬絶唱SYMPHOGEAR』 角川書店〈Kadokawa Comics A〉

| 卷數 | 角川書店      | 角川書店               | 台灣角川      | 台灣角川               |
| 卷數 | 初版發售日期  | ISBN                   | 初版發售日期  | ISBN                   |
| ---- | ------------- | ---------------------- | ------------- | ---------------------- |
| 1    | 2012年5月10日 | ISBN 978-4-04-120215-9 | 2014年2月20日 | ISBN 978-986-325-820-9 |
| 2    | 2013年2月9日  | ISBN 978-4-04-120590-7 | 2014年8月14日 | ISBN 978-986-366-101-6 |
| 3    | 2013年7月10日 | ISBN 978-4-04-120789-5 | 2015年4月23日 | ISBN 978-986-366-456-7 |

## 外部連結
- 「戦姫絶唱シンフォギア」公式ポータルサイト （页面存档备份，存于）
- TVアニメ「戦姫絶唱シンフォギア」公式サイト （页面存档备份，存于）
- TVアニメ「戦姫絶唱シンフォギアG」公式サイト （页面存档备份，存于）
- TVアニメ「戦姫絶唱シンフォギアGX」公式サイト （页面存档备份，存于）
- TVアニメ「戦姫絶唱シンフォギアAXZ」公式サイト （页面存档备份，存于）
- TVアニメ「戦姫絶唱シンフォギアXV」公式サイト （页面存档备份，存于）
- 戦姫絶唱シンフォギア的X（前Twitter）
- YouTube上的戦姫絶唱シンフォギアYouTube Official Channel頻道
- 響 - HiBiKi Radio Station - | 戦姫絶笑シンフォギアRADIO （页面存档备份，存于） - Webラジオ第2期番組配信ページ
- 響 - HiBiKi Radio Station - | 戦姫絶笑シンフォギアRADIO （页面存档备份，存于） - Webラジオ第1期番組詳細ページ
- 戦姫完食シンフォギア～調めし～｜ストーリアダッシュ （页面存档备份，存于）